# Liste von neuzeitlich ausgestorbenen Fischen
Von den 35.800 bekannten Fischarten (Stand: 2. April 2025) listet die Rote Liste gefährdeter Arten 2024 der International Union for Conservation of Nature and Natural Resources (IUCN) bei den Actinopterygii (Strahlenflosser), den Chondrichthyes (Knorpelfische), Myxini (Schleimaale oder Inger), Cephalaspidomorphi (Neunaugen) und Sarcopterygii (Fleischflosser) zusammen die folgenden Gefährdungsstufen auf. Man kann dieser Liste entnehmen, dass mindestens 91 Fischarten ausgestorben sind. Darüber hinaus gilt eine unbekannte Anzahl von Fischtaxa als verschollen oder vermutlich ausgestorben, weil mindestens 6934 Arten noch keinen Eintrag in der IUCN-Liste gefunden haben. Sogar von den 871 vom Aussterben bedrohten Fischarten sind laut der IUCN 146 Arten wahrscheinlich tatsächlich schon endgültig ausgestorben, somit ist die Anzahl der ausgestorbenen Fischarten viel (?) höher als die angegebenen 91 Arten. Entweder sind sie seit Jahrzehnten nicht mehr nachgewiesen worden, oder ihr Lebensraum ist so stark zerstört, dass ein weiteres Überleben unwahrscheinlich erscheint. Das richtige Aussterbejahr ist meistens nicht bekannt, in der Literatur werden deswegen auch unterschiedliche Angaben gemacht, die sich durchaus um Jahrzehnte unterscheiden können. Es wird in dieser Liste in der Regel das bei der IUCN angegebene Aussterbejahr angegeben.
| \| Gefährdungsstufe \| Anzahl der Fische \| \| --------------------------------------------------- \| ----------------- \| \| (Data Deficient – ungenügende Datengrundlage) \| 05431 \| \| (Least Concern – nicht gefährdet) \| 18263 \| \| (Near Threatened – potenziell gefährdet) \| 01024 \| \| (Vulnerable – gefährdet) \| 01696 \| \| (Endangered – stark gefährdet) \| 01479 \| \| (Critically Endangered – vom Aussterben bedroht) \| 0871 \| \| (Extinct In The Wild – in der Wildnis ausgestorben) \| 011 \| \| (Extinct – ausgestorben) \| 091 \| \| Summe der beschriebenen Arten: \| 28866 \| \| somit (Not Evaluated – nicht beurteilt) \| 06934 \| \| Gesamtsumme: \| 35800 \| | Die zur Anzeige dieser Grafik verwendete Erweiterung wurde dauerhaft deaktiviert. Wir arbeiten aktuell daran, diese und weitere betroffene Grafiken auf ein neues Format umzustellen. (Mehr dazu)Kreisdiagramm der Verteilung der Gefährdungsstufen |
| Gefährdungsstufe | Anzahl der Fische |
| (Data Deficient – ungenügende Datengrundlage) | 05431 |
| (Least Concern – nicht gefährdet) | 18263 |
| (Near Threatened – potenziell gefährdet) | 01024 |
| (Vulnerable – gefährdet) | 01696 |
| (Endangered – stark gefährdet) | 01479 |
| (Critically Endangered – vom Aussterben bedroht) | 0871 |
| (Extinct In The Wild – in der Wildnis ausgestorben) | 011 |
| (Extinct – ausgestorben) | 091 |
| Summe der beschriebenen Arten: | 28866 |
| somit (Not Evaluated – nicht beurteilt) | 06934 |
| Gesamtsumme: | 35800 |

## Aufnahme in die Liste
In dieser Liste werden diejenigen Fischarten und -unterarten aufgenommen, deren IUCN-Gefährdungsstatus  oder  (PE) lautet und ausgestorben oder wahrscheinlich ausgestorben (Possibly Extinct) sind. Weiters, weil die IUCN-Liste nicht vollständig ist, werden auch Fischarten aufgenommen, die nach anderen Quellen ausgestorben sind. Oft werden auch Synonyme erwähnt, weil in diversen Quellen ein und dieselbe Art mit verschiedenen wissenschaftlichen Namen benannt wird, obwohl es sich um dieselbe Art handelt. Die IUCN ist mit dem Urteil „ausgestorben“ sehr vorsichtig, deswegen haben auch Fische, die seit über einem halben Jahrhundert nicht gesichtet wurden, zum Teil sogar noch den Gefährdungsstatus Endangered, weil doch noch eine Chance besteht, dass diese Arten wieder auftauchen könnten (wie zum Beispiel die Schlankwels-Art Liobagrus kingi, die zuletzt im Jahr 1960 gesammelt werden konnte). Auch Tiere mit dem Gefährdungsstatus Data Deficient sind zum Teil schon seit über 200 Jahren nicht mehr gesichtet worden (wie zum Beispiel die Handfisch-Art Sympterichthys unipennis, die im Jahr 1802 das erste und gleichzeitig auch schon das letzte Mal gesichtet wurde). Es gibt auch Fischarten, die in der IUCN nicht auftauchen, also den Status Not Evaluated besitzen, die schon seit mehr als 80 Jahren nicht mehr gesichtet wurden (wie zum Beispiel die Bachschmerlen-Art Schistura myrmekia, die nur vom Holotyp aus dem Jahr 1935 bekannt ist). Die IUCN irrt sich allerdings auch nachweislich, zum Beispiel beim folgenden Fisch, welcher den Gefährdungsstatus extinct aufweist, aber nachweislich wiederentdeckt wurde bzw. nie ausgestorben ist:
- der tansanische Buntbarsch Ctenochromis pectoralis, der laut IUCN ausgestorben ist,[10] aber laut der Online-Datenbank FishBase durchaus noch in mehreren Flüssen vorkommt[11]

In dieser Liste wird von einem Worst-Case-Szenario ausgegangen: wenn eine Art mehrere Jahre nicht mehr gesichtet oder gefangen wurde (und in einer der oben angegebenen Quellen auftaucht), wird angenommen, dass sie ausgestorben ist. Dies kann zwei Ursachen haben: entweder sind tatsächlich mehrere Wiederentdeckungs-Versuche gescheitert (dann kann davon ausgegangen werden, dass die Art tatsächlich ausgestorben ist), oder es wurde einfach nicht nach dieser Art gesucht (dann ist die Art zumindest verschollen).

## Gründe des Aussterbens
Es gibt viele Gründe, warum Fische aussterben. Ein wichtiger Grund ist die Überfischung, die Sedimentation oder die Phosphatüberdüngung der Gewässer (meist durch den Zufluss der Nährstoffe aus Abwässern sowie durch Eintrag aus intensiv gedüngten landwirtschaftlichen Nutzflächen). Auch wegen Stauanlagen sterben Fische aus (wie zum Beispiel der Gezhouba-Talsperre, wegen der der Schwertstör ausgestorben ist, weil er nicht mehr wandern konnte). Ein weiterer Grund für das Aussterben von Fischen ist die genetische Vermischung mit anderen Arten (also die Entstehung von Hybriden, da die durch zunehmende Wasserverschmutzung verringerte Sichttiefe des Wassers die Arterkennung und die Wahl des richtigen Geschlechtspartners erschwert wird (siehe auch Sammelart)). Ein wichtiger Grund für das Aussterben von vielen Fischen ist auch die Einführung von invasiven Arten, welche die zum Teil durch obige Faktoren ohnehin schon selten gewordenen Fischarten endgültig verdrängen, vor allem wenn das ursprüngliche Verbreitungsgebiet nur wenige Quadratkilometer betragen hat (zum Beispiel führten Bachforellen und Regenbogenforellen zum Aussterben vom Neuseeländischen Forellenhechtling; Karpfen trugen zum Aussterben von Salmo pallaryi bei, und es gibt noch eine Fülle weiterer Fischarten, die andere Arten zum Aussterben brachten). Auch die absichtliche Trockenlegung von Gewässern führt natürlich zum Aussterben von Fischarten. Es gibt auch Arten, die schon längere Zeit in freier Wildbahn ausgestorben sind, wie zum Beispiel der mexikanische Zahnkärpfling Megupsilon aporus. Diese Art starb in freier Wildbahn im Jahr 1994 aus, 20 Jahre später, im Jahr 2014 auch in Gefangenschaft. Sogar das Ansteigen des Meeresspiegels kann zum Aussterben von Fischen führen, zum Beispiel bei der Grundel-Art Asterropteryx gubbina, welche Riffbewohner auf den Seychellen war. Durch die rasante Geschwindigkeit der Meeresspiegel-Erhöhung wurde das dortige Seegras stark belastet und führte zum Absterben der Pflanzen, wodurch letztendlich der ohnehin sehr eingeschränkte Lebensraum dieser Art zerstört wurde.
Auffällig ist, dass kaum Fische in der IUCN als ausgestorben gelten, welche im Meer leben. Dies liegt daran, dass man nur sehr schwer nachweisen kann, dass es im gesamten Meer weltweit keine solche Tiere mehr gibt. Daher kann man auch nie mit Gewissheit behaupten, dass eine Meeres-Fischart ausgestorben ist (siehe Quastenflosser, welche seit 70 Millionen Jahren, also gegen Ende der Kreidezeit, als ausgestorben galten und am 22. Dezember 1938 wiederentdeckt wurden).

## Liste der nach 1500 ausgestorbenen Fische
Die folgende Liste kann man nicht nur nach dem wissenschaftlichen Namen, dem (selten vorhandenen) deutschen Namen, der Familie und dem Gefährdungsstatus, sondern auch nach ihrer Verbreitung ordnen, wobei alphabetisch aufsteigend nach dem Staat, in dem die Art vorkommt, geordnet wird (dieser Staat wird in Klammern geschrieben). Auch nach dem Jahr der letzten Sichtung kann man diese Liste ordnen (leider ist nicht bei allen Arten das Jahr der letzten Sichtung bekannt bzw. eruierbar). In der Spalte mit dem wissenschaftlichen Namen sind auch die Wikidata-Links (die farbigen Balken) anklickbar.
| in der Tabelle vorkommende Tierordnungen                                                               |
| --- |
| Klasse Petromyzontida, Ordnung Neunaugen (Petromyzontiformes)                                          |
| Klasse Knorpelfische (Chondrichthyes), Ordnung Grundhaie (Carcharhiniformes)                           |
| Klasse Knorpelfische (Chondrichthyes), Ordnung Stechrochenartige (Myliobatiformes)                     |
| Klasse Knorpelfische (Chondrichthyes), Ordnung Zitterrochenartige (Torpediniformes)                    |
| Klasse Strahlenflosser (Actinopterygii), Ordnung Störartige, Knorpelschmelzschupper (Acipenseriformes) |
| Klasse Strahlenflosser (Actinopterygii), Ordnung Kletterfischartige (Anabantiformes)                   |
| Klasse Strahlenflosser (Actinopterygii), Ordnung Ährenfischartige (Atheriniformes)                     |
| Klasse Strahlenflosser (Actinopterygii), Ordnung Batrachoidiformes                                     |
| Klasse Strahlenflosser (Actinopterygii), Ordnung Hornhechtartige (Beloniformes)                        |
| Klasse Strahlenflosser (Actinopterygii), Ordnung Salmlerartige (Characiformes)                         |
| Klasse Strahlenflosser (Actinopterygii), Ordnung Buntbarschartige (Cichliformes)                       |
| Klasse Strahlenflosser (Actinopterygii), Ordnung Heringsartige (Clupeiformes)                          |
| Klasse Strahlenflosser (Actinopterygii), Ordnung Karpfenartige (Cypriniformes)                         |
| Klasse Strahlenflosser (Actinopterygii), Ordnung Zahnkärpflinge (Cyprinodontiformes)                   |
| Klasse Strahlenflosser (Actinopterygii), Ordnung Grundelartige (Gobiiformes)                           |
| Klasse Strahlenflosser (Actinopterygii), Ordnung Neuwelt-Messerfische (Gymnotiformes)                  |
| Klasse Strahlenflosser (Actinopterygii), Ordnung Armflosser (Lophiiformes)                             |
| Klasse Strahlenflosser (Actinopterygii), Ordnung Stintartige (Osmeriformes)                            |
| Klasse Strahlenflosser (Actinopterygii), Ordnung Knochenzünglerartige (Osteoglossiformes)              |
| Klasse Strahlenflosser (Actinopterygii), Ordnung Barschartige, Barschfische (Perciformes)              |
| Klasse Strahlenflosser (Actinopterygii), Ordnung Lachsartige (Salmoniformes)                           |
| Klasse Strahlenflosser (Actinopterygii), Ordnung Welsartige (Siluriformes)                             |
| Klasse Strahlenflosser (Actinopterygii), Ordnung Kiemenschlitzaalartige (Synbranchiformes)             |

| Wissenschaftlicher Name und Wikidata-Link | Deutscher Name                                               | Familie                                                          | Verbreitung | Gefährdungs- status | zuletzt gesichtet | Links                                 | Bild |
| --- | ------------------------------------------------------------ | ---------------------------------------------------------------- | --- | ------------------- | --- | ------------------------------------- | --- |
| Klasse Petromyzontida, Ordnung Neunaugen (Petromyzontiformes) |                                                              |                                                                  | |                     | |                                       | |
| Die Klasse der Petromyzontida gehört zur bekannteren Überklasse der Rundmäuler (Cyclostomata), welche eigentlich keine Fische, aber trotzdem fischähnlich sind und deswegen in dieser Liste aufgenommen wurden. |                                                              |                                                                  | |                     | |                                       | |
| Eudontomyzon sp. nov. 'migratory' |                                                              | Petromyzontidae                                                  | Dnister, Dnepr, Don (Republik Moldau, Russland, Ukraine)                                                                                    |                     | Ende des 19. Jahrhunderts zuletzt gesichtet | [ 7 ] [ 14 ]                          | |
| Tetrapleurodon spadiceus |                                                              | Petromyzontidae                                                  | Chapalasee (Mexiko) | (PE)                | wurde im Jahr 1997 zuletzt gesichtet | [ 15 ]                                | |
| Klasse Knorpelfische (Chondrichthyes), Ordnung Grundhaie (Carcharhiniformes) |                                                              |                                                                  | |                     | |                                       | |
| Carcharhinus obsoletus, Syn.: Carcharhinus obsolerus |                                                              | Requiemhaie (Carcharhinidae)                                     | Südchinesisches Meer (Sarawak (Malaysia), Golf von Thailand (Thailand) und Vietnam)                                                         | (PE)                | nur drei Typusexemplare sind bekannt; seit 1934 keine Sichtung mehr | [ 4 ] [ 16 ] [ 17 ]                   | |
| Klasse Knorpelfische (Chondrichthyes), Ordnung Stechrochenartige (Myliobatiformes) |                                                              |                                                                  | |                     | |                                       | |
| Spinilophus armatus, Syn.: Urolophus armatus |                                                              | Rundstechrochen (Urolophidae)                                    | Neuirland (Bismarck-Archipel, Papua-Neuguinea)                                                                                              |                     | nur vom Holotyp bekannt, der zwischen 1822 und 1825 gesammelt wurde | [ 4 ] [ 18 ]                          | Spinilophus armatus |
| Urolophus javanicus |                                                              | Rundstechrochen (Urolophidae)                                    | Jakarta (Java, Indonesien) |                     | nur ein (weibliches) Exemplar, der Holotyp, bekannt, der im Juli 1862 gesammelt wurde | [ 4 ] [ 19 ]                          | |
| Klasse Knorpelfische (Chondrichthyes), Ordnung Zitterrochenartige (Torpediniformes) |                                                              |                                                                  | |                     | |                                       | |
| Torpedo suessii |                                                              | Zitterrochen (Torpedinidae)                                      | Stadt Mokka (Jemen) | (PE)                | wurde seit ihrer Erstbeschreibung im Jahr 1897 nicht mehr gesichtet; damals konnten nur drei Exemplare gesammelt werden | [ 4 ] [ 20 ]                          | |
| Klasse Strahlenflosser (Actinopterygii), Ordnung Störartige, Knorpelschmelzschupper (Acipenseriformes) |                                                              |                                                                  | |                     | |                                       | |
| Die Klasse der Strahlenflosser gehört zur Reihe der Knochenfische (Osteichthyes). |                                                              |                                                                  | |                     | |                                       | |
| Acipenser gueldenstaedtii nov. form 'Middle Danube' |                                                              | Störe, Echte Störe (Acipenseridae)                               | Mittellauf der Donau (Serbien, Rumänien) | Unterart:           | seit dem Bau der beiden Kraftwerke Eisernes Tor 1 und Eisernes Tor 2 am Eisernen Tor an der Grenze von Serbien und Rumänien in den 1960er-Jahren kommen keine Russischen Störe (Acipenser gueldenstaedtii) () mehr an den Oberlauf der Donau; ob es sich tatsächlich um eine Unterart handelt, muss noch untersucht werden | [ 5 ] [ 22 ]                          | Russischer Stör (Acipenser gueldenstaedtii), nicht unbedingt die Unterart 'Middle Danube'                                       |
| Psephurus gladius | Schwertstör                                                  | Löffelstöre (Polyodontidae)                                      | Jangtsekiang und seine Nebenflüsse (China)                                                                                                  |                     | im Jahr 2003 wurde das letzte Tier gesichtet; dürfte im Jahr 2005, spätestens 2010 ausgestorben sein. Im Jahr 2022 von der IUCN als „Ausgestorben“ erklärt. | [ 5 ] [ 23 ] [ 24 ] [ 25 ]            | Schwertstör (Psephurus gladius)                                                                                                 |
| Pseudoscaphirhynchus fedtschenkoi | Syrdarja-Schaufelstör                                        | Störe, Echte Störe (Acipenseridae)                               | Syrdarja, Aralsee (Kasachstan, Tadschikistan, Usbekistan)                                                                                   | (PE)                | wurde seit dem Jahr 1968 nicht mehr bestätigt gesichtet; in den Jahren 2015 und 2016 gab es je eine unbestätigte Sichtung | [ 5 ] [ 26 ] [ 27 ]                   | Syrdarja-Schaufelstör (Pseudoscaphirhynchus fedtschenkoi)                                                                       |
| Klasse Strahlenflosser (Actinopterygii), Ordnung Kletterfischartige (Anabantiformes) |                                                              |                                                                  | |                     | |                                       | |
| Betta fusca |                                                              | Osphronemidae                                                    | Umgebung von Medan (Sumatra, Indonesien) | (PE)                | wurde in den 1950er-Jahren zuletzt gesichtet | [ 28 ]                                | Angeblich Betta fusca |
| Klasse Strahlenflosser (Actinopterygii), Ordnung Ährenfischartige (Atheriniformes) |                                                              |                                                                  | |                     | |                                       | |
| Atherinella callida |                                                              | Neuweltliche Ährenfische (Atherinopsidae)                        | Veracruz (Mexiko) |                     | wurde seit 1957 nicht mehr gesichtet | [ 6 ] [ 29 ]                          | |
| Chirostoma bartoni |                                                              | Neuweltliche Ährenfische (Atherinopsidae)                        | Río Lerma (Guanajuato, Mexiko) | (PE)                | im August 2006 ist der La Alberca caldera Kratersee ausgetrocknet; die Art dürfte dabei ausgestorben sein | [ 6 ] [ 30 ] [ 31 ] [ 32 ]            | |
| Chirostoma charari |                                                              | Neuweltliche Ährenfische (Atherinopsidae)                        | Lake Cuitzeo (Michoacán, Mexiko) | (PE)                | wurde im Jahr 1957 zuletzt gesichtet | [ 6 ] [ 33 ] [ 34 ]                   | |
| Chirostoma compressum |                                                              | Neuweltliche Ährenfische (Atherinopsidae)                        | Lake Cuitzeo (Michoacán, Mexiko) |                     | dürfte im Winter 1941 ausgestorben sein, als der See ausgetrocknet ist | [ 6 ] [ 35 ]                          | |
| Melanotaenia corona |                                                              | Regenbogenfische (Melanotaeniidae)                               | Fluss Sermowai, westlich von Jayapura (Provinz Papua, Indonesien)                                                                           | (PE)                | nur zwei adulte Männchen konnten im Jahr 1911 gesammelt werden | [ 36 ]                                | |
| Neostethus ctenophorus |                                                              | Kehlphallusfische (Phallostethidae)                              | Laguna de Bay (Provinz Laguna, Luzon, Philippinen)                                                                                          | (PE)                | wurde im Jahr 1937 zuletzt gesichtet | [ 37 ]                                | |
| Klasse Strahlenflosser (Actinopterygii), Ordnung Batrachoidiformes |                                                              |                                                                  | |                     | |                                       | |
| Batrachoides walkeri |                                                              | Froschfische (Batrachoididae)                                    | Panama Bay (Golf von Panama, Panama) |                     | nur vom Holotyp vom Juli 1953 bekannt | [ 6 ] [ 38 ]                          | |
| Klasse Strahlenflosser (Actinopterygii), Ordnung Hornhechtartige (Beloniformes) |                                                              |                                                                  | |                     | |                                       | |
| Adrianichthys kruyti | Entenschnabelkärpfling                                       | Reisfische, Asiatische Leuchtaugenfische (Adrianichthyidae)      | Danau Poso (Sulawesi Tengah, Indonesien) | (PE)                | im September 1983 konnten zuletzt zwei Exemplare gesammelt werden | [ 6 ] [ 39 ] [ 3 ] [ 40 ]             | Entenschnabelkärpfling (Andrianichthys kruyti)                                                                                  |
| Adrianichthys roseni |                                                              | Reisfische, Asiatische Leuchtaugenfische (Adrianichthyidae)      | Danau Poso (Sulawesi Tengah, Indonesien) | (PE)                | der Holotyp konnte im Jahr 1978 gesammelt werden; seither wurde kein Exemplar mehr gesichtet | [ 6 ] [ 41 ]                          | |
| Hyporhamphus taiwanensis |                                                              | Halbschnäbler, Halbschnabelhechte (Hemiramphidae)                | Fluss Keelung, Tamsui-Fluss (Taiwan) |                     | Aussterbedatum unbekannt | [ 6 ] [ 42 ]                          | |
| Oryzias timorensis |                                                              | Reisfische, Asiatische Leuchtaugenfische (Adrianichthyidae)      | Fluss Mota Talau (Timor. Indonesien) | (PE)                | wurde im Jahr 1911 zuletzt gesichtet; es konnten weniger als zehn Exemplare gesammelt werden | [ 43 ]                                | |
| Klasse Strahlenflosser (Actinopterygii), Ordnung Salmlerartige (Characiformes) |                                                              |                                                                  | |                     | |                                       | |
| Hasemania maxillaris |                                                              | Echte Salmler (Characidae)                                       | im Flussbecken des Iguaçu (Bundesstaaten Paraná und Santa Catarina, Brasilien)                                                              | (PE)                | konnte nur zwei Mal gesammelt werden, im Jahr 1907 und 1908 | [ 44 ]                                | Hasemania maxillaris |
| Hasemania melanura |                                                              | Echte Salmler (Characidae)                                       | im Einzugsgebiet des Iguaçu (Bundesstaaten Paraná und Santa Catarina, Brasilien)                                                            | (PE)                | konnte nur ein einziges Mal im Jahr 1908 gesammelt werden; eine weitere Sammlung im Jahr 1949 ist verschollen und man kann dessen Identität nicht mehr bestätigen | [ 45 ]                                | Hasemania melanura |
| Hyphessobrycon taurocephalus |                                                              | Echte Salmler (Characidae)                                       | mittlerer und oberer Iguaçu (Bundesstaaten Paraná und Santa Catarina, Brasilien)                                                            | (PE)                | konnte nur ein einziges Mal im Jahr 1908 gesammelt werden | [ 46 ]                                | Hyphessobrycon taurocephalus |
| Melanocharacidium blennioides |                                                              | Pracht- und Bodensalmler (Crenuchidae)                           | Fluss Potaro (Guyana) | (PE)                | wurde im Jahr 1908 zuletzt gesammelt | [ 47 ]                                | |
| Klasse Strahlenflosser (Actinopterygii), Ordnung Buntbarschartige (Cichliformes) |                                                              |                                                                  | |                     | |                                       | |
| Copadichromis nkatae |                                                              | Buntbarsche, Cichliden (Cichlidae)                               | Nkhata Bay (Malawisee, Malawi und evtl. Mosambik)                                                                                           | (PE)                | wurde seit der Erstbeschreibung im Jahr 1960 nicht mehr gesichtet | [ 48 ]                                | |
| Corematodus shiranus |                                                              | Buntbarsche, Cichliden (Cichlidae)                               | zwischen der Insel Likoma und Cape Maclear (Malawisee, Malawi und Mosambik)                                                                 | (PE)                | wurde seit dem Jahr 1997 nicht mehr gesichtet | [ 49 ]                                | Corematodus shiranus |
| Das Verschwinden vieler Haplochromis-Arten wird vor allem dem im Victoriasee in den 1960er-Jahren ausgesetzten fischfressenden Nilbarsch zugeschrieben (siehe Nilbarschkatastrophe), der deshalb auch in die Liste der 100 gefährlichsten Neobiota aufgenommen wurde. Seit er allerdings in diesem See industriell befischt wird und dadurch erheblich dezimiert wurde, haben sich viele der kleineren Arten wieder erholen können, von denen zuvor gesagt wurde, dass sie ausgestorben seien. Welche Arten im Victoriasee durch den Nilbarsch letztendlich tatsächlich ausgestorben sind, lässt sich aufgrund der schlechten Datenlage in einem Gewässer von der Größe dieses Sees nicht feststellen. Es werden in der Folge alle in Frage kommenden Arten aufgelistet, die schon einmal im Verdacht standen, ausgestorben zu sein und noch nicht wiederentdeckt wurden. |                                                              |                                                                  | |                     | |                                       | |
| Haplochromis aelocephalus |                                                              | Buntbarsche, Cichliden (Cichlidae)                               | Victoriasee (Tansania, Uganda) | (PE)                | wurde seit 1985 nicht mehr gesichtet | [ 6 ] [ 51 ]                          | |
| Haplochromis altigenis |                                                              | Buntbarsche, Cichliden (Cichlidae)                               | Victoriasee (Tansania, Uganda) |                     | nur ein einziges Exemplar ist bekannt, welches vor 1922 gesammelt wurde | [ 6 ] [ 52 ]                          | |
| Haplochromis antleter |                                                              | Buntbarsche, Cichliden (Cichlidae)                               | Victoriasee (Tansania) | (PE)                | seit dem Jahr 1982 nicht mehr eindeutig nachgewiesen; dürfte durch Hybridisierung ausgestorben sein | [ 6 ] [ 53 ]                          | |
| Haplochromis apogonoides |                                                              | Buntbarsche, Cichliden (Cichlidae)                               | Victoriasee (Tansania, Uganda) | (PE)                | seit 1983 nicht mehr gesichtet | [ 6 ] [ 54 ]                          | |
| Haplochromis arcanus |                                                              | Buntbarsche, Cichliden (Cichlidae)                               | Victoriasee (Uganda) |                     | zwischen 1969 und 1996 ausgestorben (?) | [ 6 ] [ 55 ] [ 3 ] [ 56 ]             | |
| Haplochromis argenteus |                                                              | Buntbarsche, Cichliden (Cichlidae)                               | Victoriasee (Uganda) | (PE)                | wurde seit 1983 nicht mehr gesichtet | [ 6 ] [ 57 ]                          | |
| Haplochromis artaxerxes |                                                              | Buntbarsche, Cichliden (Cichlidae)                               | Victoriasee (Uganda) |                     | zwischen 1962 und 1996 ausgestorben (?) | [ 6 ] [ 58 ] [ 3 ] [ 56 ]             | |
| Haplochromis barbarae |                                                              | Buntbarsche, Cichliden (Cichlidae)                               | Victoriasee (Tansania, Uganda) | (PE)                | wurde seit 1985 nicht mehr gesichtet | [ 6 ] [ 59 ]                          | |
| Haplochromis bareli |                                                              | Buntbarsche, Cichliden (Cichlidae)                               | Victoriasee (Tansania) | (PE)                | wurde seit 1985 nicht mehr gesichtet | [ 6 ] [ 60 ]                          | |
| Haplochromis bartoni |                                                              | Buntbarsche, Cichliden (Cichlidae)                               | Victoriasee (Uganda) |                     | zwischen 1962 und 1996 ausgestorben (?) | [ 6 ] [ 61 ] [ 3 ] [ 56 ]             | |
| Haplochromis bayoni |                                                              | Buntbarsche, Cichliden (Cichlidae)                               | Victoriasee (Kenia, Tansania, Uganda) |                     | zwischen 1962 und 1996 ausgestorben (?) | [ 6 ] [ 62 ] [ 56 ]                   | Haplochromis bayoni |
| Haplochromis bicolor, Syn.: Macropleurodus bicolor, Haplochromis sp. nov. "bicolor" |                                                              | Buntbarsche, Cichliden (Cichlidae)                               | Victoriasee (Kenia, Tansania, Uganda) |                     | wurde seit 1991 nicht mehr gesichtet | [ 6 ] [ 63 ]                          | Haplochromis bicolor |
| Haplochromis boops |                                                              | Buntbarsche, Cichliden (Cichlidae)                               | Victoriasee (Tansania, Uganda) |                     | wurde zuletzt 1983 gesichtet | [ 6 ] [ 64 ] [ 3 ] [ 56 ]             | |
| Haplochromis brownae |                                                              | Buntbarsche, Cichliden (Cichlidae)                               | Victoriasee (Tansania, Uganda) | (PE)                | wurde seit den 1980er-Jahren nicht mehr gesichtet | [ 6 ] [ 65 ]                          | |
| Haplochromis cassius |                                                              | Buntbarsche, Cichliden (Cichlidae)                               | Victoriasee (Tansania) | (PE)                | wurde seit 1986 nicht mehr gesichtet | [ 6 ] [ 66 ] [ 3 ]                    | |
| Haplochromis cinctus |                                                              | Buntbarsche, Cichliden (Cichlidae)                               | Victoriasee (Tansania, Uganda) | (PE)                | wurde zuletzt im Jahr 1982 gesichtet | [ 6 ] [ 67 ] [ 56 ]                   | |
| Haplochromis cnester |                                                              | Buntbarsche, Cichliden (Cichlidae)                               | Victoriasee (Tansania) | (PE)                | wurde seit 1983 nicht mehr gesichtet | [ 6 ] [ 68 ]                          | |
| Haplochromis coprologus |                                                              | Buntbarsche, Cichliden (Cichlidae)                               | Victoriasee (Tansania) | (PE)                | wurde zuletzt im Jahr 1982 eindeutig identifiziert | [ 6 ] [ 69 ]                          | |
| Haplochromis crassilabris |                                                              | Buntbarsche, Cichliden (Cichlidae)                               | Victoriasee (Tansania, Uganda) | (PE)                | wurde seit 1980 nicht mehr gesichtet | [ 6 ] [ 70 ]                          | Haplochromis crassilabris |
| Haplochromis crocopeplus |                                                              | Buntbarsche, Cichliden (Cichlidae)                               | Victoriasee (Tansania) | (PE)                | wurde seit 1985 nicht mehr gesichtet | [ 6 ] [ 71 ]                          | |
| Haplochromis decticostoma |                                                              | Buntbarsche, Cichliden (Cichlidae)                               | Victoriasee (Uganda) |                     | zwischen 1969 und 1996 ausgestorben (?) | [ 6 ] [ 72 ] [ 3 ] [ 56 ]             | |
| Haplochromis dentex |                                                              | Buntbarsche, Cichliden (Cichlidae)                               | Victoriasee (Kenia, Tansania, Uganda) | (PE)                | wurde seit 1987 nicht mehr gesichtet | [ 6 ] [ 73 ] [ 3 ]                    | |
| Haplochromis dichrourus |                                                              | Buntbarsche, Cichliden (Cichlidae)                               | Victoriasee (Tansania) | (PE)                | wurde seit 1986 nicht mehr gesichtet | [ 6 ] [ 74 ]                          | |
| Haplochromis diplotaenia |                                                              | Buntbarsche, Cichliden (Cichlidae)                               | Victoriasee (Uganda) |                     | nur ein einziges Exemplar ist bekannt, welches vor 1928 gesammelt wurde | [ 6 ] [ 75 ]                          | |
| Haplochromis dolorosus |                                                              | Buntbarsche, Cichliden (Cichlidae)                               | Chambura, ein Nebenfluss des Kazinga-Kanals zwischen Georgsee und Eduardsee (Uganda)                                                        |                     | nur ein einziges Exemplar, der Holotyp, ist bekannt, welches vor 1933 gesammelt wurde | [ 76 ]                                | |
| Haplochromis estor |                                                              | Buntbarsche, Cichliden (Cichlidae)                               | Victoriasee (Uganda) |                     | zwischen 1962 und 1996 ausgestorben (?) | [ 6 ] [ 77 ] [ 3 ] [ 56 ]             | |
| Haplochromis eutaenia, Syn.: Prognathochromis eutaenia |                                                              | Buntbarsche, Cichliden (Cichlidae)                               | Victoriasee (Tansania) |                     | nur ein einziges Exemplar ist bekannt, welches vor 1928 gesammelt wurde | [ 6 ] [ 78 ] [ 79 ]                   | |
| Haplochromis flavipinnis |                                                              | Buntbarsche, Cichliden (Cichlidae)                               | Victoriasee (Tansania, Uganda) | (PE)                | wurde seit 1984 nicht mehr gesichtet | [ 6 ] [ 80 ] [ 3 ]                    | Haplochromis flavipinnis |
| Haplochromis gilberti |                                                              | Buntbarsche, Cichliden (Cichlidae)                               | Victoriasee (Uganda) |                     | zwischen 1978 und 1996 ausgestorben (?) | [ 6 ] [ 81 ] [ 3 ] [ 56 ]             | |
| Haplochromis gowersii, falsch auch Haplochromis gowersi |                                                              | Buntbarsche, Cichliden (Cichlidae)                               | Victoriasee (Uganda) |                     | zwischen 1962 und 1996 ausgestorben (?) | [ 6 ] [ 82 ] [ 3 ] [ 56 ]             | |
| Haplochromis granti |                                                              | Buntbarsche, Cichliden (Cichlidae)                               | Victoriasee (Tansania, Uganda) | (PE)                | wurde seit 1986 nicht mehr gesichtet | [ 6 ] [ 83 ]                          | Haplochromis granti |
| Haplochromis guiarti |                                                              | Buntbarsche, Cichliden (Cichlidae)                               | Victoriasee (Tansania, Uganda) | (PE)                | wurde seit 1985 nicht mehr gesichtet | [ 6 ] [ 84 ]                          | Haplochromis guiarti |
| Haplochromis heusinkveldi |                                                              | Buntbarsche, Cichliden (Cichlidae)                               | Victoriasee (Tansania) | (PE)                | wurde seit 1985 nicht mehr gesichtet | [ 6 ] [ 85 ]                          | |
| Haplochromis hiatus |                                                              | Buntbarsche, Cichliden (Cichlidae)                               | Victoriasee (Tansania) | (PE)                | wurde seit 1980 nicht mehr gesichtet | [ 6 ] [ 86 ]                          | Haplochromis hiatus |
| Haplochromis iris |                                                              | Buntbarsche, Cichliden (Cichlidae)                               | Victoriasee (Tansania) | (PE)                | wurde seit 1980 nicht mehr gesichtet | [ 6 ] [ 87 ]                          | |
| Haplochromis ishmaeli |                                                              | Buntbarsche, Cichliden (Cichlidae)                               | Victoriasee (Kenia, Tansania, Uganda) | (PE)                | wurde seit 1991 nicht mehr gesichtet | [ 6 ] [ 88 ]                          | Haplochromis ishmaeli |
| Haplochromis katunzii |                                                              | Buntbarsche, Cichliden (Cichlidae)                               | Victoriasee (Tansania) | (PE)                | wurde seit 1982 nicht mehr gesichtet | [ 6 ] [ 89 ]                          | |
| Haplochromis longirostris |                                                              | Buntbarsche, Cichliden (Cichlidae)                               | Victoriasee (Tansania, Uganda) | (PE)                | wurde seit 1985 nicht mehr gesichtet | [ 6 ] [ 90 ] [ 3 ]                    | Haplochromis longirostris |
| Haplochromis macrognathus |                                                              | Buntbarsche, Cichliden (Cichlidae)                               | Victoriasee (Kenia, Tansania, Uganda) | (PE)                | wurde seit 1985 nicht mehr gesichtet | [ 6 ] [ 91 ] [ 3 ] [ 92 ]             | |
| Haplochromis maculipinna |                                                              | Buntbarsche, Cichliden (Cichlidae)                               | Victoriasee (Kenia, Uganda) |                     | zwischen 1967 und 1996 ausgestorben (?) | [ 6 ] [ 93 ] [ 56 ]                   | |
| Haplochromis mandibularis |                                                              | Buntbarsche, Cichliden (Cichlidae)                               | Victoriasee (Uganda) |                     | zwischen 1962 und 1996 ausgestorben (?) | [ 6 ] [ 94 ] [ 3 ] [ 56 ]             | |
| Haplochromis martini |                                                              | Buntbarsche, Cichliden (Cichlidae)                               | Victoriasee (Kenia, Tansania, Uganda) | (PE)                | wurde seit 1985 nicht mehr gesichtet | [ 6 ] [ 95 ] [ 3 ]                    | Haplochromis martini |
| Haplochromis michaeli |                                                              | Buntbarsche, Cichliden (Cichlidae)                               | Victoriasee (Kenia, Tansania, Uganda) | (PE)                | wurde seit 1985 nicht mehr gesichtet | [ 6 ] [ 96 ] [ 3 ]                    | |
| Haplochromis microdon |                                                              | Buntbarsche, Cichliden (Cichlidae)                               | Victoriasee (Tansania, Uganda) | (PE)                | wurde seit 1985 nicht mehr gesichtet | [ 6 ] [ 97 ]                          | Haplochromis microdon |
| Haplochromis mylergates |                                                              | Buntbarsche, Cichliden (Cichlidae)                               | Victoriasee (Tansania) | (PE)                | wurde seit 1983 nicht mehr gesichtet | [ 6 ] [ 98 ] [ 3 ]                    | |
| Haplochromis nanoserranus |                                                              | Buntbarsche, Cichliden (Cichlidae)                               | Victoriasee (Tansania) | (PE)                | wurde seit 1986 nicht mehr gesichtet | [ 6 ] [ 99 ] [ 3 ]                    | |
| Haplochromis nigrescens |                                                              | Buntbarsche, Cichliden (Cichlidae)                               | Victoriasee (Kenia) |                     | zwischen 1912 und 1996 ausgestorben (?) | [ 6 ] [ 100 ] [ 3 ] [ 56 ]            | |
| Haplochromis nyanzae |                                                              | Buntbarsche, Cichliden (Cichlidae)                               | Victoriasee (Uganda) |                     | zwischen 1962 und 1996 ausgestorben (?) | [ 6 ] [ 101 ] [ 3 ] [ 56 ]            | |
| Haplochromis obesus |                                                              | Buntbarsche, Cichliden (Cichlidae)                               | Victoriasee (Kenia, Uganda) |                     | wurde seit 1985 nicht mehr gesichtet | [ 102 ]                               | Haplochromis obesus |
| Haplochromis obtusidens |                                                              | Buntbarsche, Cichliden (Cichlidae)                               | Victoriasee (Kenia, Tansania, Uganda) |                     | wurde ein Mal im Jahr 1984 gesichtet; vor 1996 ausgestorben (?) | [ 6 ] [ 103 ] [ 3 ] [ 56 ]            | |
| Haplochromis pachycephalus |                                                              | Buntbarsche, Cichliden (Cichlidae)                               | Victoriasee (Tansania, Uganda) |                     | zwischen 1967 und 1996 ausgestorben (?) | [ 6 ] [ 104 ] [ 3 ] [ 56 ]            | |
| Haplochromis pancitrinus |                                                              | Buntbarsche, Cichliden (Cichlidae)                               | Victoriasee (Tansania) | (PE)                | wurde seit 1986 nicht mehr gesichtet | [ 6 ] [ 105 ]                         | |
| Haplochromis paraguiarti |                                                              | Buntbarsche, Cichliden (Cichlidae)                               | Victoriasee (Kenia, Tansania, Uganda) |                     | zwischen 1967 und 1996 ausgestorben (?) | [ 6 ] [ 106 ] [ 3 ] [ 56 ]            | |
| Haplochromis paraplagiostoma |                                                              | Buntbarsche, Cichliden (Cichlidae)                               | Victoriasee (Uganda) |                     | zwischen 1969 und 1996 ausgestorben (?) | [ 6 ] [ 107 ] [ 3 ]                   | |
| Haplochromis parorthostoma, Syn.: Pyxichromis parorthostoma |                                                              | Buntbarsche, Cichliden (Cichlidae)                               | Victoriasee (Uganda) |                     | zwischen 1967 und 1996 ausgestorben (?) | [ 6 ] [ 108 ] [ 56 ]                  | |
| Haplochromis parvidens |                                                              | Buntbarsche, Cichliden (Cichlidae)                               | Victoriasee (Kenia, Tansania, Uganda) | (PE)                | wurde seit 1995 nicht mehr gesichtet | [ 6 ] [ 109 ]                         | Haplochromis parvidens |
| Haplochromis percoides |                                                              | Buntbarsche, Cichliden (Cichlidae)                               | Victoriasee (Tansania, Uganda) | (PE)                | wurde seit 1986 nicht mehr gesichtet | [ 6 ] [ 110 ] [ 3 ]                   | Haplochromis percoides |
| Haplochromis perrieri |                                                              | Buntbarsche, Cichliden (Cichlidae)                               | Victoriasee (Tansania) | (PE)                | wurde seit 1986 nicht mehr gesichtet | [ 6 ] [ 111 ] [ 92 ]                  | |
| Haplochromis pharyngomylus |                                                              | Buntbarsche, Cichliden (Cichlidae)                               | Victoriasee (Kenia, Tansania, Uganda) |                     | zwischen 1960 und 1989 ausgestorben (?) | [ 6 ] [ 112 ] [ 3 ] [ 56 ]            | |
| Haplochromis phytophagus |                                                              | Buntbarsche, Cichliden (Cichlidae)                               | Victoriasee (Kenia, Tansania, Uganda) |                     | wurde seit 1996 nicht mehr gesichtet | [ 6 ] [ 113 ]                         | |
| Haplochromis plutonius |                                                              | Buntbarsche, Cichliden (Cichlidae)                               | Victoriasee (Tansania) | (PE)                | wurde seit 1980 nicht mehr gesichtet | [ 6 ] [ 114 ]                         | |
| Haplochromis prognathus |                                                              | Buntbarsche, Cichliden (Cichlidae)                               | Victoriasee (Kenia, Tansania, Uganda) |                     | zwischen 1967 und 1996 ausgestorben (?) | [ 6 ] [ 115 ] [ 3 ] [ 56 ]            | Haplochromis prognathus |
| Haplochromis pseudopellegrini |                                                              | Buntbarsche, Cichliden (Cichlidae)                               | Victoriasee (Uganda) |                     | zwischen 1967 und 1996 ausgestorben (?) | [ 6 ] [ 116 ] [ 3 ] [ 56 ]            | |
| Haplochromis ptistes |                                                              | Buntbarsche, Cichliden (Cichlidae)                               | Victoriasee (Tansania) | (PE)                | wurde seit 1984 nicht mehr gesichtet | [ 6 ] [ 117 ]                         | |
| Haplochromis pyrrhopteryx |                                                              | Buntbarsche, Cichliden (Cichlidae)                               | Victoriasee (Kenia, Tansania) | (PE)                | wurde seit 1983 nicht mehr gesichtet | [ 6 ] [ 118 ]                         | |
| Haplochromis sp. 'big teeth' |                                                              | Buntbarsche, Cichliden (Cichlidae)                               | Victoriasee (Kenia, Tansania, Uganda) |                     | wird für möglicherweise ausgestorben gehalten | [ 6 ] [ 92 ]                          | |
| Haplochromis sp. 'black cryptodon', Syn.: Lipochromis sp. ‘black cryptodon‘ |                                                              | Buntbarsche, Cichliden (Cichlidae)                               | Victoriasee (Tansania) |                     | wird für möglicherweise ausgestorben gehalten | [ 6 ] [ 119 ]                         | |
| Haplochromis sp. 'longurius' |                                                              | Buntbarsche, Cichliden (Cichlidae)                               | Victoriasee (Kenia, Tansania, Uganda) |                     | wird für möglicherweise ausgestorben gehalten | [ 6 ] [ 92 ]                          | |
| Haplochromis sp. 'purple rocker' |                                                              | Buntbarsche, Cichliden (Cichlidae)                               | Victoriasee (Kenia, Tansania, Uganda) |                     | wurde zwischen 1978 und 1996 zuletzt gesichtet | [ 6 ] [ 92 ]                          | |
| Haplochromis spekii |                                                              | Buntbarsche, Cichliden (Cichlidae)                               | Victoriasee (Kenia, Tansania, Uganda) |                     | zwischen 1967 und 1996 ausgestorben (?) | [ 6 ] [ 120 ] [ 3 ] [ 56 ]            | Haplochromis spekii |
| Haplochromis sphex, Syn.: Haplochromis sp. nov. 'citrus' |                                                              | Buntbarsche, Cichliden (Cichlidae)                               | Victoriasee (Tansania) | (PE)                | wurde seit 1986 nicht mehr gesichtet | [ 6 ] [ 121 ] [ 92 ]                  | |
| Haplochromis squamulatus |                                                              | Buntbarsche, Cichliden (Cichlidae)                               | Victoriasee (Tansania, Uganda) |                     | Aussterbedatum unbekannt; Datenlage unbekannt | [ 6 ] [ 122 ]                         | Haplochromis squamulatus |
| Haplochromis sulphureus |                                                              | Buntbarsche, Cichliden (Cichlidae)                               | Victoriasee (Tansania) | (PE)                | wurde seit 1985 nicht mehr gesichtet | [ 6 ] [ 123 ]                         | |
| Haplochromis teegelaari |                                                              | Buntbarsche, Cichliden (Cichlidae)                               | Victoriasee (Tansania) | (PE)                | wurde seit 1986 nicht mehr gesichtet | [ 6 ] [ 124 ] [ 3 ]                   | |
| Haplochromis theliodon |                                                              | Buntbarsche, Cichliden (Cichlidae)                               | Victoriasee (Tansania, Uganda) | (PE)                | wurde seit 1993 nicht mehr gesichtet | [ 6 ] [ 125 ]                         | |
| Haplochromis thuragnathus |                                                              | Buntbarsche, Cichliden (Cichlidae)                               | Victoriasee (Uganda) |                     | zwischen 1967 und 1996 ausgestorben (?) | [ 6 ] [ 126 ] [ 3 ] [ 56 ]            | |
| Haplochromis tridens |                                                              | Buntbarsche, Cichliden (Cichlidae)                               | Victoriasee (Tansania) |                     | Aussterbedatum unbekannt; Datenlage unbekannt | [ 6 ] [ 127 ]                         | |
| Haplochromis ushindi |                                                              | Buntbarsche, Cichliden (Cichlidae)                               | Victoriasee (Tansania) | (PE)                | wurde seit 1980 nicht mehr gesichtet | [ 6 ] [ 128 ]                         | |
| Haplochromis victorianus |                                                              | Buntbarsche, Cichliden (Cichlidae)                               | Victoriasee (Kenia, Uganda) | (PE)                | wurde seit 1985 nicht mehr gesichtet | [ 6 ] [ 129 ]                         | Haplochromis victorianus |
| Haplochromis vonlinnei |                                                              | Buntbarsche, Cichliden (Cichlidae)                               | Victoriasee (Tansania) | (PE)                | wurde seit 1980 nicht mehr gesichtet | [ 6 ] [ 130 ]                         | Haplochromis vonlinnei |
| Haplochromis xenostoma |                                                              | Buntbarsche, Cichliden (Cichlidae)                               | Victoriasee (Tansania) | (PE)                | wurde seit 1983 nicht mehr gesichtet | [ 6 ] [ 131 ]                         | Haplochromis xenostoma |
| Mayaheros conchitae, Syn.: Mayaheros urophthalmus conchitae, Cichlasoma conchitae, Cichlasoma urophthalmus conchitae |                                                              | Buntbarsche, Cichliden (Cichlidae)                               | im Conchita Cenote in Yucatán (Mexiko) |                     | wurde seit 1975 nicht mehr gesichtet | [ 6 ] [ 132 ]                         | |
| Mayaheros ericymba, Syn.: Mayaheros urophthalmus ericymba, Cichlasoma ericymba, Cichlasoma urophthalmus ericymba |                                                              | Buntbarsche, Cichliden (Cichlidae)                               | im San Bulha Cenote in Yucatán (Mexiko) |                     | wurde seit 1975 nicht mehr gesichtet | [ 6 ] [ 133 ] [ 134 ]                 | |
| Nyassachromis breviceps |                                                              | Buntbarsche, Cichliden (Cichlidae)                               | letzte Sichtung wahrscheinlich auf der Insel Domwe Island (Malawisee, Malawi)                                                               | (PE)                | wurde seit dem Jahr 1997 nicht mehr gesichtet | [ 135 ]                               | Nyassachromis breviceps |
| Oreochromis lidole |                                                              | Buntbarsche, Cichliden (Cichlidae)                               | Malawisee, Malombesee und Fluss Shire (Malawi, Mosambik und Tansania)                                                                       | (PE)                | wurde seit dem Jahr 1992 nicht mehr gesichtet | [ 136 ]                               | Oreochromis lidole |
| Psammochromis cryptogramma |                                                              | Buntbarsche, Cichliden (Cichlidae)                               | Victoriasee (Kenia, Uganda, Tansania) |                     | wurde seit 1982 nicht mehr gesichtet | [ 6 ] [ 137 ] [ 138 ]                 | |
| Ptychochromoides betsileanus |                                                              | Buntbarsche, Cichliden (Cichlidae)                               | Flüsse Ilanana (Nebenfluss des Onilahy) und Manantanana (Nebenfluss des Mangoky) (Madagaskar)                                               | (PE)                | wurde seit dem Jahr 1994 nicht mehr gesichtet | [ 139 ]                               | Ptychochromoides betsileanus |
| Ptychochromis onilahy, Syn.: Ptychochromis sp. 'Kotro' |                                                              | Buntbarsche, Cichliden (Cichlidae)                               | Onilahy (im Südwesten von Madagaskar) |                     | im Jahr 1962 konnten 5 Exemplare gefangen werden; danach nie wieder gesichtet | [ 6 ] [ 140 ] [ 3 ]                   | |
| Tristramella intermedia, Syn.: Tristramella simonis intermedia |                                                              | Buntbarsche, Cichliden (Cichlidae)                               | Chulaebene (Israel) |                     | der See wurde in den 1970er-Jahren trockengelegt; seitdem nicht mehr gesichtet | [ 6 ] [ 141 ] [ 3 ]                   | |
| Tristramella magdelainae, Syn.: Tristramella simonis magdalenae, falsch auch Tristramella magdalenae |                                                              | Buntbarsche, Cichliden (Cichlidae)                               | in der Nähe von Damaskus (Syrien) |                     | wurde in den 1950er-Jahren zuletzt gesichtet | [ 6 ] [ 142 ] [ 3 ]                   | Tristramella magdelainae |
| Tristramella sacra |                                                              | Buntbarsche, Cichliden (Cichlidae)                               | See Genezareth (Israel) |                     | wurde seit den Jahren 1989/90 nicht mehr gesichtet | [ 6 ] [ 143 ]                         | Tristramella sacra |
| Klasse Strahlenflosser (Actinopterygii), Ordnung Heringsartige (Clupeiformes) |                                                              |                                                                  | |                     | |                                       | |
| Alosa vistonica |                                                              | Heringe (Clupeidae)                                              | Vistonida-See (Griechenland) |                     | wurde im Jahr 1995 zuletzt gesichtet | [ 6 ] [ 144 ]                         | |
| Alosa volgensis |                                                              | Heringe (Clupeidae)                                              | nördliches Kaspisches Meer und die Flüsse Wolga, Ural und Terek (Russland, Kasachstan)                                                      |                     | wurde zu Beginn des 21. Jahrhunderts, möglicherweise 2016, zuletzt gesichtet | [ 145 ]                               | |
| Clupea manulensis |                                                              | Heringe (Clupeidae)                                              | Manilabucht (Luzon, Philippinen) | (PE)                | wurde seit der Entdeckung im Jahr 1822 nicht mehr gesichtet | [ 146 ]                               | |
| Klasse Strahlenflosser (Actinopterygii), Ordnung Karpfenartige (Cypriniformes) |                                                              |                                                                  | |                     | |                                       | |
| Acanthobrama centisquama |                                                              | Weißfische (Leuciscidae)                                         | Amik Lake (Provinz Hatay, Türkei), Lake al-Gab (Syrien)                                                                                     | (PE)                | wurde seit dem frühen 20. Jahrhundert nicht mehr gesichtet; der Amik Lake wurde zwischen den 1940er- und den 1970er-Jahren trockengelegt, der Lake al-Gab schon früher; eventuell überlebt im Lake Gölbasi, ein Überbleibsel vom Amik Lake                                                                                 | [ 6 ] [ 147 ]                         | |
| Acanthobrama tricolor |                                                              | Weißfische (Leuciscidae)                                         | Masil al Fawwar (Golanhöhen, Syrien) | (PE)                | zwei Exemplare konnten in den späten 1980er-Jahren gefunden werden; wurde seitdem nicht mehr gesucht | [ 6 ] [ 148 ]                         | |
| Acheilognathus elongatus |                                                              | Karpfenfische (Cyprinidae)                                       | Dian Chi (Yunnan, China) |                     | wurde in den 1980er-Jahren zuletzt gesichtet | [ 6 ] [ 149 ]                         | |
| Alburnus akili |                                                              | Weißfische (Leuciscidae)                                         | Beyşehir Gölü (Anatolien, Türkei) |                     | wurde zuletzt im Jahr 1998 gesichtet | [ 6 ] [ 150 ] [ 3 ]                   | |
| Alburnus danubicus |                                                              | Weißfische (Leuciscidae)                                         | Donau (Rumänien, Ukraine, Bulgarien) |                     | wurde zuletzt im Jahr 1943 gesichtet | [ 6 ] [ 151 ]                         | |
| Alburnus nicaeensis |                                                              | Weißfische (Leuciscidae)                                         | İznik Gölü (Marmararegion, Türkei) |                     | seit dem frühen 20. Jahrhundert nicht mehr gesichtet | [ 6 ] [ 152 ] [ 3 ]                   | |
| Alburnus sellal adanensis |                                                              | Weißfische (Leuciscidae)                                         | Fluss Seyhan (Türkei) | Unterart:           | diese Unterart von Alburnus sellal () wurde seit ihrer Erstbeschreibung im Jahr 1944 nicht mehr gesichtet | [ 6 ] [ 154 ]                         | |
| Altigena zhui, Syn.: Bangana zhui |                                                              | Karpfenfische (Cyprinidae)                                       | Flüsse Nanpan Jiang, oberer Perlfluss, Mekong und Longchuan Jiang (Provinzen Yunnan und Guizhou, Volksrepublik China)                       | (PE)                | wurde in den 1980er-Jahren zuletzt gesichtet; nur 15 Exemplare bekannt | [ 155 ]                               | |
| Anabarilius macrolepis |                                                              | Xenocyprididae                                                   | Yilong Lake (Kreis Shiping, Yunnan, China)                                                                                                  |                     | der Yilong Lake wurde 1981 trockengelegt, wurde seit damals nicht mehr gefunden | [ 6 ] [ 156 ]                         | |
| Anabarilius polylepis |                                                              | Xenocyprididae                                                   | Dian Chi (Yunnan, China) |                     | wurde im See Dian Chi zuletzt in den 1970er-Jahren gesichtet | [ 158 ]                               | |
| Anabarilius qionghaiensis |                                                              | Xenocyprididae                                                   | Qionghai-See (Xichang, Sichuan, China) |                     | wurde zuletzt im Jahr 1970 gesichtet | [ 159 ]                               | |
| Anabarilius qiluensis |                                                              | Xenocyprididae                                                   | Qilu Lake (Yunnan, China) | (PE)                | wurde seit den frühen 1980er-Jahren wegen Überfischung und Einführung nicht heimischer Fische nicht mehr gesichtet | [ 6 ] [ 160 ]                         | |
| Anabarilius yangzonensis |                                                              | Xenocyprididae                                                   | Yangzong Lake (Yunnan, China) | (PE)                | konnte seit 2008 nicht mehr gefunden werden, obwohl der Fisch vorher sehr häufig war | [ 6 ] [ 161 ]                         | |
| Balantiocheilos ambusticauda |                                                              | Karpfenfische (Cyprinidae)                                       | Mae Nam Mae Klong, Mae Nam Chao Phraya (Thailand)                                                                                           | (PE)                | wurde trotz wiederholter Untersuchungen zuletzt im Jahr 1974 gesichtet | [ 6 ] [ 162 ]                         | Balantiocheilos ambusticauda |
| Im Lanao-See bildete die Gattung Barbodes einen Artenschwarm, von dem nur noch eine Art übrig sind (Barbodes tumba). Die meisten Arten dieser Gattung konnten seit einiger Zeit nicht mehr nachgewiesen werden und sind wahrscheinlich durch die Absenkung des Wasserspiegels wegen der Nutzung des Seewassers durch Wasserkraftwerke, sowie durch die Einführung invasiver Arten, vor allem der Grundel Glossogobius giuris, ausgerottet worden (die Ichthyologen Harrison und Stiassny betrachteten diese Arten schon seit 1999 als ausgestorben, die IUCN erklärte diese Arten erst im Jahr 2020 für ausgestorben). |                                                              |                                                                  | |                     | |                                       | |
| Barbodes amarus, Syn.: Puntius amarus |                                                              | Karpfenfische (Cyprinidae)                                       | Lanao-See (Mindanao, Philippinen) |                     | wurde im Jahr 1982 zuletzt gesichtet und gesammelt | [ 6 ] [ 165 ] [ 164 ]                 | |
| Barbodes baoulan, Syn.: Puntius baoulan |                                                              | Karpfenfische (Cyprinidae)                                       | Lanao-See (Mindanao, Philippinen) |                     | wurde im Jahr 1991 zuletzt gesichtet und gesammelt | [ 6 ] [ 166 ] [ 164 ]                 | |
| Barbodes cataractae, Syn.: Puntius cataractae |                                                              | Karpfenfische (Cyprinidae)                                       | unbestimmter Fluss, der in die Murcielagos Bay und Lanao-See entwässert (Provinzen Misamis Occidental und Lanao del Sur, Philippinen)       | (PE)                | wurde im Jahr 1986 zuletzt gesichtet | [ 167 ]                               | |
| Barbodes clemensi, Syn.: Puntius clemensi |                                                              | Karpfenfische (Cyprinidae)                                       | Lanao-See (Mindanao, Philippinen) |                     | wurde im Jahr 1975 zuletzt gesichtet und gesammelt | [ 6 ] [ 168 ] [ 164 ]                 | |
| Barbodes disa, Syn.: Puntius disa |                                                              | Karpfenfische (Cyprinidae)                                       | Lanao-See (Mindanao, Philippinen) |                     | wurde im Jahr 1964 zuletzt gesichtet und gesammelt | [ 6 ] [ 169 ] [ 164 ]                 | |
| Barbodes flavifuscus, Syn.: Puntius flavifuscus |                                                              | Karpfenfische (Cyprinidae)                                       | Lanao-See (Mindanao, Philippinen) |                     | wurde im Jahr 1964 zuletzt gesichtet und gesammelt | [ 6 ] [ 170 ] [ 164 ]                 | |
| Barbodes herrei, Syn.: Puntius herrei |                                                              | Karpfenfische (Cyprinidae)                                       | Lanao-See (Mindanao, Philippinen) |                     | wurde im Jahr 1974 zuletzt gesichtet und gesammelt | [ 6 ] [ 171 ] [ 164 ]                 | |
| Barbodes katolo, Syn.: Puntius katolo |                                                              | Karpfenfische (Cyprinidae)                                       | Lanao-See (Mindanao, Philippinen) |                     | wurde im Jahr 1977 zuletzt gesichtet und gesammelt | [ 6 ] [ 172 ]                         | |
| Barbodes lanaoensis, Syn.: Puntius lanaoensis |                                                              | Karpfenfische (Cyprinidae)                                       | Lanao-See (Mindanao, Philippinen) |                     | wurde im Jahr 1964 zuletzt gesichtet und gesammelt | [ 6 ] [ 173 ] [ 164 ]                 | |
| Barbodes lindog, Syn.: Puntius lindog |                                                              | Karpfenfische (Cyprinidae)                                       | Lanao-See (Mindanao, Philippinen) | (PE)                | wurde im Jahr 2008 zuletzt gesichtet und gesammelt; es gibt aber Artikel, in welchen behauptet wird, dass die Art wiederentdeckt wurde | [ 175 ]                               | |
| Barbodes manalak, Syn.: Puntius manalak |                                                              | Karpfenfische (Cyprinidae)                                       | Lanao-See (Mindanao, Philippinen) |                     | wurde im Jahr 1977 zuletzt gesichtet und gesammelt | [ 6 ] [ 176 ] [ 164 ]                 | |
| Barbodes pachycheilus, Syn.: Puntius pachycheilus |                                                              | Karpfenfische (Cyprinidae)                                       | Lanao-See (Mindanao, Philippinen) |                     | wurde im Jahr 1964 zuletzt gesichtet und gesammelt | [ 6 ] [ 177 ] [ 164 ]                 | |
| Barbodes palaemophagus, Syn.: Ospatulus palaemophagus |                                                              | Karpfenfische (Cyprinidae)                                       | Lanao-See (Mindanao, Philippinen) |                     | wurde im Jahr 1975 zuletzt gesichtet und gesammelt | [ 6 ] [ 178 ] [ 164 ]                 | |
| Barbodes palata, Syn.: Spratellicypris palata |                                                              | Karpfenfische (Cyprinidae)                                       | Lanao-See (Mindanao, Philippinen) |                     | wurde im Jahr 1964 zuletzt gesichtet und gesammelt | [ 6 ] [ 179 ] [ 164 ]                 | |
| Barbodes resimus, Syn.: Mandibularca resinus |                                                              | Karpfenfische (Cyprinidae)                                       | Lanao-See (Mindanao, Philippinen) |                     | wurde im Jahr 1964 zuletzt gesichtet und gesammelt | [ 6 ] [ 180 ] [ 164 ]                 | |
| Barbodes sirang, Syn.: Puntius sirang |                                                              | Karpfenfische (Cyprinidae)                                       | Lanao-See (Mindanao, Philippinen) | (PE)                | wurde im Jahr 2007 zuletzt gesichtet | [ 6 ] [ 181 ] [ 164 ]                 | |
| Barbodes tras, Syn.: Puntius tras |                                                              | Karpfenfische (Cyprinidae)                                       | Lanao-See (Mindanao, Philippinen) |                     | wurde im Jahr 1976 zuletzt gesichtet | [ 6 ] [ 182 ] [ 164 ]                 | |
| Barbodes truncatulus, Syn.: Ospatulus truncatulus |                                                              | Karpfenfische (Cyprinidae)                                       | Lanao-See (Mindanao, Philippinen) |                     | wurde im Jahr 1973 zuletzt gesichtet | [ 6 ] [ 183 ] [ 164 ]                 | |
| Barbonymus platysoma, Syn.: Barbodes platysoma |                                                              | Karpfenfische (Cyprinidae)                                       | Surakarta am Fluss Solo (Java, Indonesien)                                                                                                  | (PE)                | wurde im Jahr 1855 zuletzt gesichtet, ein einziges Exemplar ist bekannt | [ 184 ]                               | Barbonymus platysoma |
| Caecocypris basimi |                                                              | Karpfenfische (Cyprinidae)                                       | in Grundwasserleiter in der Nähe von Haditha (Irak)                                                                                         | (PE)                | konnte trotz einer Suchaktion im Jahr 2012 zuletzt im Jahr 1983 gesichtet werden | [ 6 ] [ 185 ]                         | |
| Chasmistes muriei |                                                              | Saugkarpfen, Sauger, Saugdöbel (Catostomidae)                    | Snake River (Wyoming, USA) |                     | nur ein Exemplar, das am 13. Oktober 1927 gesammelt wurde, ist bekannt | [ 6 ] [ 186 ] [ 3 ] [ 187 ]           | |
| Chondrostoma scodrense, Syn.: Chondrostoma scodrensis |                                                              | Weißfische (Leuciscidae)                                         | Skutarisee und Umgebung (Albanien, Montenegro)                                                                                              |                     | im Jahr 1881 konnten neun Exemplare gesammelt werden; seither konnte die Art trotz intensiver Suchaktionen nicht mehr gefunden werden | [ 6 ] [ 188 ] [ 3 ]                   | |
| Cobitis amphilekta |                                                              | Steinbeißer, Dorngrundeln, Schmerlen im engeren Sinn (Cobitidae) | Kyzylagach Bay (Aserbaidschan) |                     | wurde seit 1937 nicht mehr gesichtet; leider sind nicht ausreichend Daten vorhanden | [ 6 ] [ 189 ]                         | |
| Cobitis kellei |                                                              | Steinbeißer, Dorngrundeln, Schmerlen im engeren Sinn (Cobitidae) | oberer Tigris (Türkei) | (PE)                | wurde zuletzt im Jahr 1974 gesammelt; weitere Suchaktionen blieben erfolglos | [ 6 ] [ 190 ]                         | |
| Cobitis minamorii yodoensis |                                                              | Steinbeißer, Dorngrundeln, Schmerlen im engeren Sinn (Cobitidae) | Fluss Yodo (Japan) | Unterart:           | diese Unterart von Cobitis minamorii () wurde seit 1996 nicht mehr gesichtet | [ 6 ] [ 192 ]                         | |
| Coreius septentrionalis |                                                              | Gründlingsverwandte Gobionidae                                   | im gesamten Gelben Fluss (Volksrepublik China)                                                                                              | (PE)                | wurde in den 1990er-Jahren zuletzt gesichtet | [ 193 ]                               | |
| Cyprinella lutrensis blairi |                                                              | Weißfische (Leuciscidae)                                         | Rio Grande (USA) | Unterart:           | diese Unterart der Amerikanischen Rotflossenorfe (Cyprinella lutrensis) () konnte zuletzt im Jahr 1954 gesammelt werden | [ 6 ] [ 195 ] [ 187 ] [ 196 ]         | Cyprinella lutrensis, nicht unbedingt die Unterart blairi                                                                       |
| Cyprinus barbatus |                                                              | Karpfenfische (Cyprinidae)                                       | Er Hai (Yunnan, China) | (PE)                | wurde seit 1982 nicht mehr gesichtet; könnte eventuell trotzdem überlebt haben | [ 6 ] [ 197 ]                         | |
| Cyprinus daliensis |                                                              | Karpfenfische (Cyprinidae)                                       | Erhai-See (Yunnan, Volksrepublik China) | (PE)                | wurde in den 1990er-Jahren zuletzt gesichtet | [ 198 ]                               | |
| Cyprinus fuxianensis |                                                              | Karpfenfische (Cyprinidae)                                       | See Fuxian Hu (Yunnan, China) |                     | wurde vor dem Jahr 1995 nicht mehr gesichtet | [ 6 ] [ 199 ]                         | |
| Cyprinus ilishaestomus |                                                              | Karpfenfische (Cyprinidae)                                       | Qilu Lake (Yunnan, China) | (PE)                | wurde seit den späten 1970er-Jahren nicht mehr gesichtet | [ 6 ] [ 200 ]                         | |
| Cyprinus megalophthalmus |                                                              | Karpfenfische (Cyprinidae)                                       | Erhai-See (Yunnan, Volksrepublik China) | (PE)                | wurde in den 1990er-Jahren zuletzt gesichtet | [ 201 ]                               | |
| Cyprinus micristius |                                                              | Karpfenfische (Cyprinidae)                                       | Dian Chi (Yunnan, China) | (PE)                | wurde in den 1980er-Jahren zuletzt gesichtet | [ 6 ] [ 202 ]                         | |
| Cyprinus qionghaiensis |                                                              | Karpfenfische (Cyprinidae)                                       | Qiong Lake (Liangshan, Sichuan, China) | (PE)                | könnte schon ausgestorben sein, weil seit den späten 1980er-Jahren der nur 10 Quadratkilometer große See verschmutzt und überfischt, die Art aber auch durch Konkurrenz und Hybridisierung bedroht ist | [ 6 ] [ 203 ]                         | |
| Cyprinus yilongensis |                                                              | Karpfenfische (Cyprinidae)                                       | Yilongsee (Kreis Shiping, Yunnan, China) |                     | der See trocknete im Jahr 1981 für 20 Tage aus, weil für die Landwirtschaft zu viel Wasser entnommen wurde; seither wurde die Art nicht mehr gesichtet | [ 6 ] [ 204 ] [ 3 ] [ 205 ]           | Cyprinus yilongensis |
| Cyprinus yunnanensis |                                                              | Karpfenfische (Cyprinidae)                                       | Qilu Lake (Yunnan, China) | (PE)                | seit den späten 1970er-Jahren nicht mehr gesichtet | [ 6 ] [ 206 ]                         | |
| Alle drei Arten der Gattung Evarra waren auf Gewässer im Tal von Mexiko beschränkt und starben aufgrund von Lebensraumverlust aus (ihr Lebensraum ist ausgetrocknet, die restlichen Gewässer in der Region wurden stark verschmutzt). |                                                              |                                                                  | |                     | |                                       | |
| Evarra bustamantei |                                                              | Weißfische (Leuciscidae)                                         | Tal von Mexiko (Mexiko) |                     | starb aufgrund von Lebensraumverlust (Austrocknung, Verschmutzung) rund um das Jahr 1970 aus | [ 6 ] [ 207 ] [ 3 ] [ 187 ]           | |
| Evarra eigenmanni |                                                              | Weißfische (Leuciscidae)                                         | Tal von Mexiko (Mexiko) |                     | starb aufgrund von Lebensraumverlust (Austrocknung, Verschmutzung) um 1954 aus | [ 6 ] [ 208 ] [ 3 ] [ 187 ]           | Evarra eigenmanni |
| Evarra tlahuacensis |                                                              | Weißfische (Leuciscidae)                                         | Tal von Mexiko (Mexiko) |                     | starb aufgrund von Lebensraumverlust (Austrocknung, Verschmutzung) um 1970 aus | [ 6 ] [ 209 ] [ 3 ] [ 187 ]           | |
| Garra longipinnis |                                                              | Karpfenfische (Cyprinidae)                                       | in Wadi in der Nähe der Stadt Saiq (al-Dschabal al-Achdar, Oman)                                                                            |                     | wurde seit 1968 nicht mehr gesichtet; könnte ein Synonym von Garra barreimiae sein, dessen Gefährdungsstatus , also ungefährdet, ist | [ 6 ] [ 210 ]                         | |
| Gila crassicauda |                                                              | Karpfenfische (Cyprinidae)                                       | Sacramento River, San Joaquin River (Kalifornien, USA)                                                                                      |                     | konnte trotz intensiver Suche seit den 1950er-Jahren nicht mehr gefunden werden; das letzte Tier konnte am 13. April 1957 gefangen werden | [ 6 ] [ 211 ] [ 3 ] [ 187 ]           | Gila crassicauda |
| Gila sp. nov. carpa delgada de Parras |                                                              | Karpfenfische (Cyprinidae)                                       | (Nordamerika) | Art:                | wurde im Jahr 1968 zuletzt gesichtet | [ 6 ] [ 212 ] [ 213 ] [ 214 ]         | |
| Gnathopogon elongatus suwae |                                                              | Karpfenfische (Cyprinidae)                                       | Suwa-See, Lake Kizaki (Präfektur Nagano, Honshū, Japan)                                                                                     | Unterart:           | diese Unterart von Gnathopogon elongatus () wurde in den 1960er-Jahren zuletzt gesichtet | [ 6 ] [ 215 ]                         | Gnathopogon elongatus, nicht unbedingt die Unterart suwae                                                                       |
| Labeo worthingtoni |                                                              | Karpfenfische (Cyprinidae)                                       | Malawisee (Malawi, Mosambik, Tansania) |                     | wurde im Jahr 1932 erstbeschrieben und seitdem nicht mehr gesichtet | [ 6 ] [ 216 ]                         | |
| Labeobarbus microbarbis, Syn.: Barbus microbarbis |                                                              | Karpfenfische (Cyprinidae)                                       | Lake Luhondo (Ruanda) |                     | nur ein Exemplar, der Holotyp, konnte gesammelt werden, wurde zuletzt in den 1950er-Jahren gesichtet | [ 6 ] [ 217 ] [ 3 ]                   | |
| Labeobarbus reinii |                                                              | Karpfenfische (Cyprinidae)                                       | Ksob River (westliches Marokko) |                     | wurde im Jahr 2001 zuletzt gesichtet | [ 218 ]                               | Labeobarbus reinii |
| Lepidocephalus pahangensis |                                                              | Steinbeißer, Dorngrundeln, Schmerlen im engeren Sinn (Cobitidae) | Fluss Sungai Pahang (Malaysia) | (PE)                | wurde zuletzt im Jahr 1933 gesammelt | [ 219 ]                               | |
| Lepidomeda altivelis |                                                              | Weißfische (Leuciscidae)                                         | Pahranagat Valley (Nevada, USA) |                     | konnte 1938 zuletzt gesammelt werden | [ 6 ] [ 220 ] [ 3 ] [ 187 ]           | |
| Leptobotia flavolineata |                                                              | Prachtschmerlen (Botiidae)                                       | Fluss Juma He (Stadtbezirk Fangshan, Peking, Volksrepublik China)                                                                           | (PE)                | nur von den Typusexemplaren bekannt, die in den 1980er-Jahren gesammelt werden konnten | [ 221 ]                               | |
| Lobocheilos lehat |                                                              | Karpfenfische (Cyprinidae)                                       | Fluss Citarum (Provinz Jawa Barat, Insel Java, Indonesien)                                                                                  | (PE)                | nur ein einziges Exemplar konnte im Jahr 1858 gesichtet werden | [ 222 ]                               | Lobocheilos lehat |
| Luciobarbus antinorii, Syn.: Barbus antinorii |                                                              | Karpfenfische (Cyprinidae)                                       | in artesischem Brunnen im Chott el Djerid (Tunesien)                                                                                        |                     | im Jahr 1989 konnten zuletzt nur noch 14 Exemplare gesammelt werden | [ 6 ] [ 223 ]                         | |
| Luciobarbus nasus, Syn.: Barbus nasus |                                                              | Karpfenfische (Cyprinidae)                                       | Ksob River (westliches Marokko) |                     | wurde im Jahr 1874 zuletzt gesichtet | [ 224 ]                               | Luciobarbus nasus |
| Mirogrex hulensis, Syn.: Acanthobrama hulensis |                                                              | Weißfische (Leuciscidae)                                         | Chulasee und angrenzende Sümpfe (im Norden Israels)                                                                                         |                     | wurde zuletzt im Jahr 1975 gesichtet; der Chulasee wurde in den 1950er-Jahren trockengelegt | [ 6 ] [ 225 ] [ 3 ]                   | |
| Misgurnus anguillicaudatus ssp. nov. Jindai |                                                              | Steinbeißer, Dorngrundeln, Schmerlen im engeren Sinn (Cobitidae) | Stadt Iga (Präfektur Mie, Honshū, Japan) | Unterart:           | diese Unterart von Misgurnus anguillicaudatus () wurde seit den späten 1970er-Jahren nicht mehr gesichtet | [ 6 ] [ 192 ]                         | Misgurnus anguillicaudatus, aber nicht unbedingt die Unterart Jindai                                                            |
| Moxostoma lacerum, Syn.: Lagochila lacera |                                                              | Saugkarpfen, Sauger, Saugdöbel (Catostomidae)                    | Ohio River, Maumee River, White River (USA)                                                                                                 |                     | wurde seit 1893 nicht mehr gesichtet | [ 6 ] [ 227 ] [ 3 ] [ 187 ]           | Moxostoma lacerum |
| Neobola fluviatilis |                                                              | Karpfenfische (Cyprinidae)                                       | Fluss Athi-Galana-Sabaki (Kenia) | (PE)                | wurde im Jahr 1961 zuletzt gesichtet; nur 19 Exemplare konnten gesammelt werden | [ 228 ]                               | |
| Neolissochilus bovanicus, Syn.: Barbus bovanicus, Barbodes bovanicus |                                                              | Karpfenfische (Cyprinidae)                                       | Bhavani River, Kaveri (Tamil Nadu, Indien)                                                                                                  | (PE)                | im Jahr 1998 wurde die Art das letzte Mal nachgewiesen und gesammelt | [ 6 ] [ 229 ]                         | Neolissochilus bovanicus |
| Notropis aulidion |                                                              | Weißfische (Leuciscidae)                                         | Quellgebiet des San Pedro Mezquital River (Mexiko)                                                                                          |                     | wurde zuletzt im Jahr 1961 gesichtet | [ 6 ] [ 230 ] [ 3 ] [ 187 ]           | |
| Notropis marhabatiensis |                                                              | Weißfische (Leuciscidae)                                         | südöstlich von Maravatío im Río Lerma (Michoacán, Mexiko)                                                                                   | (PE)                | wurde zuletzt im Jahr 2002 gesichtet | [ 231 ]                               | |
| Notropis orca |                                                              | Weißfische (Leuciscidae)                                         | Rio Grande (Mexiko, USA) |                     | wurde seit 1975 nicht mehr gesichtet | [ 6 ] [ 232 ] [ 3 ] [ 187 ]           | |
| Notropis saladonis |                                                              | Weißfische (Leuciscidae)                                         | (Mexiko) |                     | wurde im Jahr 1988 zuletzt gesichtet | [ 6 ] [ 233 ] [ 3 ]                   | |
| Notropis simus |                                                              | Weißfische (Leuciscidae)                                         | Rio Grande ober El Paso (Texas, USA) | Unterart:           | diese Unterart von Notropis simus () wurde zuletzt im Jahr 1964 gesammelt | [ 6 ] [ 187 ]                         | |
| Onychostoma angustistomatum, Syn.: Onychostoma angustistomata |                                                              | Karpfenfische (Cyprinidae)                                       | oberer Jangtsekiang und Nebenflüsse Jialing Jiang, Min Jiang, Dadu He und der mittlere untere Yalong Jiang (Volksrepublik China)            | (PE)                | wurde in den 2010er-Jahren zuletzt gesichtet, seit dem Bau eines großen Staudamms ist der Bestand verschwunden | [ 235 ]                               | |
| Parapsilorhynchus prateri |                                                              | Karpfenfische (Cyprinidae)                                       | Darna River (Nashik, Maharashtra, Indien)                                                                                                   | (PE)                | wurde seit 1937 nicht mehr gesichtet | [ 6 ] [ 236 ]                         | |
| Paraschistura chrysicristinae |                                                              | Bachschmerlen, Flussschmerlen (Nemacheilidae)                    | Batman Çayı (Türkei) | (PE)                | konnte seit den 1970er-Jahren nicht mehr gesichtet und gesammelt werden | [ 6 ] [ 237 ]                         | |
| Pelasgus epiroticus |                                                              | Weißfische (Leuciscidae)                                         | Pamvotida-See (Epirus, Griechenland) | (PE)                | wurde seit November 2003 nicht mehr gesichtet | [ 238 ]                               | |
| Physoschistura raoi |                                                              | Bachschmerlen, Flussschmerlen (Nemacheilidae)                    | Mongyai (Shan-Staat, Myanmar) |                     | wurde vor 1929 zuletzt gesichtet; es könnte sein, dass die Art in Yunnan existiert, dies ist aber noch nicht gesichert | [ 6 ] [ 239 ]                         | |
| Pogonichthys ciscoides |                                                              | Weißfische (Leuciscidae)                                         | Clear Lake (Kalifornien, USA) |                     | konnte seit dem Jahr 1970 nicht mehr gefunden und gesammelt werden | [ 6 ] [ 240 ] [ 3 ] [ 241 ] [ 187 ]   | |
| Poropuntius chonglingchungi |                                                              | Karpfenfische (Cyprinidae)                                       | Fuxian-See (Yunnan, China) | (PE)                | konnte seit den 1980er-Jahren nicht mehr beobachtet und gesammelt werden | [ 6 ] [ 242 ]                         | |
| Poropuntius cogginii |                                                              | Karpfenfische (Cyprinidae)                                       | Erhai-See (Yunnan, Volksrepublik China) | (PE)                | konnte seit den 1990er-Jahren nicht mehr beobachtet und gesammelt werden | [ 243 ]                               | |
| Poropuntius exiguus |                                                              | Karpfenfische (Cyprinidae)                                       | Erhai-See (Yunnan, Volksrepublik China) | (PE)                | konnte seit den 1990er-Jahren nicht mehr beobachtet und gesammelt werden | [ 244 ]                               | |
| Pseudophoxinus handlirschi |                                                              | Weißfische (Leuciscidae)                                         | Eğirdir-See (Türkei) |                     | wurde im Jahr 1980 zuletzt gesichtet | [ 6 ] [ 245 ] [ 3 ]                   | |
| Pseudophoxinus syriacus |                                                              | Weißfische (Leuciscidae)                                         | Barada (Syrien) | (PE)                | die Barada-Quelle wurde im Jahr 2008 fast vollständig entwässert, die Art dürfte es nicht überlebt haben | [ 6 ] [ 246 ]                         | |
| Puntius deccanensis |                                                              | Karpfenfische (Cyprinidae)                                       | zwei insgesamt 4 km2 kleine Seen in den nördlichen Westghats (Maharashtra, Indien)                                                          | (PE)                | konnte seit der Erstbeschreibung im Jahr 1976 nicht mehr gesichtet werden | [ 6 ] [ 247 ]                         | |
| Rasborinus macrolepis, Syn.: Ischikauia macrolepis |                                                              | Karpfenfische (Cyprinidae)                                       | Landkreis Chiayi, Landkreis Pingtung (Taiwan)                                                                                               |                     | dürfte um 1920 zuletzt gesichtet worden sein | [ 6 ] [ 248 ]                         | |
| Rhinichthys cataractae smithi |                                                              | Weißfische (Leuciscidae)                                         | Sulphur Mountain (Banff-Nationalpark, Banff, Alberta, Kanada)                                                                               | Unterart:           | diese Unterart von Rhinichthys cataractae () hybridisierte mit anderer Art, gilt seit 1987 als ausgestorben | [ 6 ] [ 250 ] [ 187 ]                 | Rhinichthys cataractae smithi                                                                                                   |
| Rhinichthys deaconi |                                                              | Weißfische (Leuciscidae)                                         | Las Vegas Valley (Nevada, USA) |                     | wurde 1984 für ausgestorben erklärt, weil ihr gesamter Lebensraum zerstört wurde | [ 6 ] [ 251 ] [ 3 ] [ 187 ]           | |
| Rhinichthys osculus relinquus = Rhinichthys osculus reliquus |                                                              | Weißfische (Leuciscidae)                                         | Lander County (Nevada, USA) | Unterart:           | von dieser Unterart von Rhinichthys osculus () wurden 474 Exemplare auf einmal am 9. August 1938 gesammelt und seither nicht mehr gesichtet | [ 6 ] [ 187 ]                         | |
| Rutilus sojuchbulagi, Syn.: Pseudophoxinus sojuchbulagi |                                                              | Weißfische (Leuciscidae)                                         | Kura (Aserbaidschan) | (PE)                | wurde zuletzt im Jahr 1948 gesichtet | [ 6 ] [ 253 ]                         | |
| Schistura myrmekia |                                                              | Bachschmerlen, Flussschmerlen (Nemacheilidae)                    | 20 km NNW von Hua Hin (Thailand) |                     | nur der Holotyp ist bekannt, der vor 1935 gesammelt wurde | [ 6 ] [ 254 ]                         | |
| Schistura nasifilis |                                                              | Bachschmerlen, Flussschmerlen (Nemacheilidae)                    | Flüsse Ko und Tan (Vietnam) | (PE)                | seit der Erstbeschreibung im Jahr 1936 nicht mehr gesichtet | [ 6 ] [ 255 ]                         | |
| Schistura tenura |                                                              | Bachschmerlen, Flussschmerlen (Nemacheilidae)                    | Nam-Leuk-Einzugsgebiet (Laos) | (PE)                | konnte seit 1998 nicht mehr gesichtet werden, allerdings wurde auch nicht danach gesucht | [ 6 ] [ 256 ]                         | |
| Schistura zonata |                                                              | Bachschmerlen, Flussschmerlen (Nemacheilidae)                    | Assam (Indien) |                     | konnte seit der Erstbeschreibung im Jahr 1839 nicht mehr gesichtet werden, ist eventuell ein Synonym von Nemacheilus scaturigina | [ 6 ] [ 257 ] [ 258 ]                 | Schistura zonata |
| Schizothorax saltans |                                                              | Karpfenfische (Cyprinidae)                                       | Fluss Talas (Kasachstan) |                     | wurde im Jahr 1953 zuletzt gesichtet | [ 259 ]                               | |
| Sinocyclocheilus luopingensis |                                                              | Karpfenfische (Cyprinidae)                                       | Luoping (Yunnan, China) | (PE)                | konnte nur ein Mal im Jahr 1998 gesammelt werden | [ 260 ]                               | |
| Siphateles bicolor 'High Rock Springs tui chub', Syn.: Gila bicolor ssp. nov. 'High Rock Springs tui chub' |                                                              | Karpfenfische (Cyprinidae)                                       | Kalifornien, Nevada (USA) | Unterart:           | diese Unterart von Siphateles bicolor () wurde im Jahr 1989 zuletzt gesichtet | [ 6 ] [ 262 ] [ 212 ] [ 213 ] [ 214 ] | Siphateles bicolor, aber nicht unbedingt die Unterart High Rock Springs tui chub                                                |
| Sphaerophysa dianchiensis |                                                              | Bachschmerlen, Flussschmerlen (Nemacheilidae)                    | Dian-Chi-See (Yunnan-Guizhou-Plateau, China)                                                                                                |                     | wurde spätestens seit der Erstbeschreibung im Jahr 1988 nicht mehr gesichtet | [ 6 ] [ 263 ]                         | |
| Speonectes tiomanensis |                                                              | Bachschmerlen, Flussschmerlen (Nemacheilidae)                    | in einer Höhle auf der Insel Pulau Tioman (Malaysia)                                                                                        | (PE)                | wurde im Jahr 2000 zuletzt gesichtet | [ 264 ]                               | |
| Squalius palaciosi |                                                              | Weißfische (Leuciscidae)                                         | Flüsse Jándula und Rumblar, Nebenflüsse des Guadalquivir (Spanien)                                                                          |                     | wurde im Jahr 1999 zuletzt gesichtet | [ 265 ]                               | |
| Stypodon signifer |                                                              | Weißfische (Leuciscidae)                                         | (Mexiko) |                     | wurde zuletzt im Jahr 1903 gesichtet und man geht davon aus, dass die Art um 1930 ausgestorben ist | [ 6 ] [ 266 ] [ 3 ] [ 187 ]           | |
| Systomus compressiformis, Syn.: Puntius compressiformis |                                                              | Karpfenfische (Cyprinidae)                                       | Inle-See (Myanmar) | (PE)                | wurde zuletzt im Jahr 1994 gesichtet | [ 6 ] [ 267 ]                         | |
| Triplophysa cuneicephala |                                                              | Bachschmerlen, Flussschmerlen (Nemacheilidae)                    | Fluss Yongding He (Peking, Volksrepublik China)                                                                                             |                     | konnte seit den 1950er-Jahren nicht mehr gesichtet und gesammelt werden | [ 268 ]                               | |
| Triplophysa gejiuensis |                                                              | Bachschmerlen, Flussschmerlen (Nemacheilidae)                    | unterirdischer Fluss bei Gejiu (Yunnan, Volksrepublik China)                                                                                | (PE)                | konnte nur ein einziges Mal im Jahr 1978 gesammelt werden | [ 269 ]                               | |
| Klasse Strahlenflosser (Actinopterygii), Ordnung Zahnkärpflinge (Cyprinodontiformes) |                                                              |                                                                  | |                     | |                                       | |
| Anatolichthys splendens, Syn.: Aphanius splendens |                                                              | Aphaniidae                                                       | Lake Gölçük (westlich von Isparta, Türkei)                                                                                                  |                     | zuletzt in den 1980er-Jahren gesichtet worden | [ 6 ] [ 270 ]                         | |
| Aplocheilichthys sp. nov. 'Naivasha' |                                                              | Afrikanische Leuchtaugenfische (Procatopodidae)                  | Naivashasee (Kenia) |                     | seit den 1970er- oder 1980er-Jahren nicht mehr gesichtet worden | [ 6 ] [ 271 ] [ 3 ]                   | |
| Characodon garmani | Parras-Goodeide                                              | Hochlandkärpflinge, Zwischenkärpflinge (Goodeidae)               | Coahuila (Mexiko) |                     | wurde im Jahr 1900 zuletzt gesichtet | [ 6 ] [ 272 ] [ 3 ] [ 187 ]           | |
| Cynolebias elegans |                                                              | Rivulidae                                                        | Rio Verde Grande (Bahia, Brasilien) | (PE)                | im Jahr 2005 konnten 6 Exemplare gesammelt werden, danach keine mehr | [ 273 ]                               | Cynolebias elegans-Männchen |
| Cyprinodon arcuatus |                                                              | Cyprinodontidae                                                  | Santa Cruz River (Arizona, USA, Mexiko) |                     | gilt seit 2002 als ausgestorben | [ 6 ] [ 274 ]                         | |
| Cyprinodon ceciliae |                                                              | Cyprinodontidae                                                  | Nuevo León (Mexiko) |                     | wurde im Jahr 1988 zuerst und zuletzt gesichtet; die Quelle trocknete 1991 aus | [ 6 ] [ 275 ] [ 3 ] [ 276 ]           | |
| Cyprinodon inmemoriam | La-Trinidad-Wüstenkärpfling                                  | Cyprinodontidae                                                  | Nuevo León (Mexiko) |                     | wurde am 17. März 1984 zuerst und zuletzt gesichtet | [ 6 ] [ 277 ] [ 3 ] [ 278 ]           | |
| Cyprinodon latifasciatus |                                                              | Cyprinodontidae                                                  | Coahuila (Mexiko) | (PE)                | wurde im Jahr 1903 das vorletzte Mal gesichtet und galt ab 1930 als ausgestorben; ein Exemplar wurde im Jahr 2012 wiederentdeckt, trotzdem gilt die Art als womöglich mittlerweile wieder als ausgestorben | [ 6 ] [ 279 ] [ 3 ] [ 280 ] [ 187 ]   | |
| Cyprinodon nevadensis calidae | Tecopa-Kärpfling                                             | Cyprinodontidae                                                  | Mojave-Wüste (Kalifornien, USA) | Unterart:           | diese Unterart des Nevada-Wüstenfisches (Cyprinodon nevadensis) () wurde 1970 letztmals in einem künstlich angelegten Teich nachgewiesen | [ 6 ] [ 3 ] [ 187 ]                   | Tecopa-Kärpfling (Cyprinodon nevadensis calidae) · Tecopa-Kärpfling (Cyprinodon nevadensis calidae)                             |
| Cyprinodon spp. = Cyprinodon sp. nov. |                                                              | Cyprinodontidae                                                  | Santa Cruz River (Arizona, USA, Mexiko) |                     | eine unbeschriebene Fischart, die vor 1971 ausgestorben sein dürfte | [ 6 ] [ 282 ] [ 3 ] [ 187 ]           | |
| Empetrichthys latos concavus |                                                              | Hochlandkärpflinge, Zwischenkärpflinge (Goodeidae)               | Pahrump Valley (Nevada, USA) | Unterart:           | diese Unterart von Empetrichthys latos () starb aus, weil in den 1950er-Jahren ihre Quelle zerstört wurde | [ 6 ] [ 187 ]                         | |
| Empetrichthys latos pahrump |                                                              | Hochlandkärpflinge, Zwischenkärpflinge (Goodeidae)               | Pahrump Valley (Nevada, USA) | Unterart:           | diese Unterart von Empetrichthys latos () starb aus, weil 1958 ihre Quelle trockengelegt wurde | [ 6 ] [ 187 ]                         | |
| Empetrichthys merriami |                                                              | Hochlandkärpflinge, Zwischenkärpflinge (Goodeidae)               | in der Nähe vom Ash Meadows National Wildlife Refuge (Nevada, USA)                                                                          |                     | wurde 1948 zuletzt gesehen, es wird angenommen, dass die Art in den frühen 1950er-Jahren ausgestorben ist | [ 6 ] [ 285 ] [ 3 ] [ 187 ]           | Empetrichthys merriami |
| Fundulopanchax powelli |                                                              | Nothobranchiidae                                                 | Nigerdelta (Bundesstaat Delta, Nigeria) | (PE)                | wurde 1994 zuletzt gesichtet | [ 6 ] [ 286 ]                         | |
| Fundulus albolineatus | Weißstreifen-Fundulus                                        | Fundulidae                                                       | Region von Huntsville (Alabama, USA) |                     | wurde zuletzt im Jahr 1889 gesichtet; 25 Exemplare konnten gesammelt werden | [ 6 ] [ 287 ] [ 3 ] [ 187 ]           | Weißstreifen-Fundulus (Fundulus albolineatus)                                                                                   |
| Gambusia amistadensis | Amistad-Kärpfling                                            | Lebendgebärende Zahnkarpfen (Poeciliidae)                        | Quelle des Rio Grande (Val Verde County, Texas, USA)                                                                                        |                     | starb im Juli 1968 in der Wildnis aus; in Gefangenschaft mit Koboldkärpflingen (Gambusia affinis) vermischt, die den Amistad-Kärpflingen nachstellten oder mit ihnen hybridisierten; 1987 für ausgestorben erklärt | [ 6 ] [ 288 ] [ 3 ] [ 187 ]           | |
| Gambusia georgei |                                                              | Lebendgebärende Zahnkarpfen (Poeciliidae)                        | San Marcos Springs (Texas, USA) |                     | wurde seit 1983 nicht mehr gesichtet | [ 6 ] [ 289 ] [ 3 ] [ 187 ]           | |
| Hypsolebias splendissimus |                                                              | Rivulidae                                                        | am Zusammenfluss der beiden Flüsse Poço do Magro und dem Carnaíba de Dentro River im Einzugsgebiet des Rio São Francisco (Bahia, Brasilien) | (PE)                | wurde im Jahr 2010 zuletzt gesichtet; das Gelände wurde inzwischen durch Bauarbeiten zerstört | [ 290 ]                               | Hypsolebias splendissimus-Männchen · Hypsolebias splendissimus-Weibchen                                                         |
| Leptopanchax sanguineus |                                                              | Rivulidae                                                        | Magé River (Rio de Janeiro, Brasilien) |                     | wurde im Jahr 1988 das letzte Mal gesichtet | [ 6 ] [ 291 ]                         | Leptopanchax sanguineus |
| Matilebias toba, Syn.: Austrolebias toba |                                                              | Rivulidae                                                        | nördlich des Río de Oro (Provinz Chaco, Argentinien); evtl. auch in Paraguay                                                                | (PE)                | konnte seit der Erstbeschreibung im Jahr 2005 trotz intensiver Suche nicht mehr nachgewiesen werden | [ 292 ]                               | |
| Megupsilon aporus |                                                              | Cyprinodontidae                                                  | Nuevo León (Mexiko) |                     | das letzte Exemplar ist im Jahr 2014 in Gefangenschaft gestorben; in freier Wildbahn wurde das letzte Tier im Jahr 1994 gesichtet | [ 6 ] [ 293 ]                         | Megupsilon aporus |
| Moema claudiae, Syn.: Aphyolebias claudiae |                                                              | Rivulidae                                                        | im Rio Guaporé bei Río San Pablo (Bolivien)                                                                                                 | (PE)                | wurde im Jahr 2003 das erste und einzige Mal gesichtet; es konnten nur acht Exemplare gesammelt werden | [ 294 ]                               | |
| Mucurilebias leitaoi |                                                              | Rivulidae                                                        | Mucuri River (Bahia, Minas Gerais, Brasilien)                                                                                               |                     | wurde im Jahr 1988 das erste und letzte Mal gesichtet und gesammelt | [ 6 ]                                 | Mucurilebias leitaoi-Männchen                                                                                                   |
| Nothobranchius mkuziensis |                                                              | Nothobranchiidae                                                 | Mkuze River (KwaZulu-Natal, Südafrika) | (PE)                | wurde nur ein einziges Mal im Jahr 1931 gesichtet und gesammelt | [ 295 ]                               | |
| Notholebias cruzi |                                                              | Rivulidae                                                        | São João River (Rio de Janeiro, Brasilien)                                                                                                  |                     | Aussterbedatum unbekannt | [ 6 ] [ 296 ]                         | |
| Ophthalmolebias perpendicularis |                                                              | Rivulidae                                                        | am Rio Jequitinhonha zwischen Itarantim und Jordânia (Bundesstaat Bahia, Brasilien)                                                         | (PE)                | wurde im Jahr 2000 das letzte Mal gesichtet | [ 297 ]                               | |
| Orestias cuvieri | Raubkärpfling, Amanto                                        | Orestiidae                                                       | Titicacasee (Bolivien, Peru) | (PE)                | wurde 1937 zuletzt gesichtet, starb vermutlich um 1952 aus | [ 6 ] [ 298 ] [ 3 ]                   | Raubkärpfling (Orestias cuvieri)                                                                                                |
| Orestias incae |                                                              | Orestiidae                                                       | Titicacasee (Bolivien, Peru) |                     | wurde im Jahr 1937 zuletzt gesichtet | [ 6 ] [ 299 ] [ 300 ]                 | |
| Orestias taquiri |                                                              | Orestiidae                                                       | Titicacasee (Bolivien, Peru) |                     | wurde am 30. Juli 1937 zuletzt gesichtet | [ 6 ] [ 299 ] [ 300 ]                 | |
| Orestias tutini |                                                              | Orestiidae                                                       | Titicacasee (Bolivien, Peru) |                     | wurde am 30. Juli 1937 zuletzt gesichtet | [ 6 ] [ 299 ] [ 300 ]                 | |
| Orestias uruni |                                                              | Orestiidae                                                       | Titicacasee (Bolivien, Peru) |                     | wurde am 9. August 1937 zuletzt gesichtet | [ 6 ] [ 299 ] [ 300 ]                 | |
| Pantanodon madagascariensis |                                                              | Pantanodontidae                                                  | Provinz Toamasina (Madagaskar) |                     | konnte seit den frühen 1960er-Jahren nicht mehr gesammelt werden | [ 6 ] [ 301 ] [ 3 ]                   | Abbildung E: Beckenflosse von Pantanodon madagascariensis                                                                       |
| Pantanodon sp. 'Manombo' |                                                              | Pantanodontidae                                                  | (Madagaskar) | (PE)                | diese unbeschriebene Art konnte seit 1997 nicht mehr gefunden werden | [ 6 ] [ 302 ]                         | |
| Phalloptychus eigenmanni |                                                              | Lebendgebärende Zahnkarpfen (Poeciliidae)                        | Catu River bei Alagoinhas (Bahia Brasilien)                                                                                                 |                     | dürfte im Jahr 1908 zuletzt gesichtet worden sein | [ 6 ] [ 303 ]                         | Mitte ein Männchen von Phalloptychus eigenmanni, unten ein Weibchen                                                             |
| Phallotorynus fasciolatus |                                                              | Lebendgebärende Zahnkarpfen (Poeciliidae)                        | oberer Rio Tietê und oberer Rio Paraíba do Sul (Bundesstaat São Paulo, Brasilien)                                                           | (PE)                | wurde seit 1967 nicht mehr gesichtet | [ 304 ]                               | Phallotorynus fasciolatus, oben Männchen, unten Weibchen                                                                        |
| Priapella bonita | Graziler Leuchtaugenkärpfling, Gefleckter Blauaugenkärpfling | Lebendgebärende Zahnkarpfen (Poeciliidae)                        | Veracruz (Mexiko) |                     | wurde seit 1965 nicht mehr gesichtet | [ 6 ] [ 305 ] [ 3 ] [ 164 ]           | |
| Klasse Strahlenflosser (Actinopterygii), Ordnung Grundelartige (Gobiiformes) |                                                              |                                                                  | |                     | |                                       | |
| Asterropteryx gubbina |                                                              | Grundeln (Gobiidae)                                              | Silhouette (Seychellen) |                     | wurde im April 2008 zuletzt gesichtet, obwohl die Art erst Ende 2007 entdeckt wurde; möglicherweise die erste Fischart, die durch die Erhöhung des Meeresspiegels ausgestorben sein könnte | [ 6 ] [ 306 ]                         | |
| Exyrias volcanus, Syn.: Gnatholepis volcanus |                                                              | Grundeln (Gobiidae)                                              | Taalsee (Provinz Batangas, Luzon, Philippinen)                                                                                              | (PE)                | wurde im Jahr 1927 zuletzt gesichtet | [ 307 ]                               | |
| Kimberleyeleotris notata |                                                              | Schläfergrundeln (Eleotridae)                                    | Drysdale River (Kimberley, Western Australia, Australien)                                                                                   | (PE)                | nur zwei Exemplare konnten im Jahr 1975 gesammelt und gesichtet werden | [ 308 ]                               | |
| Myersina yangii, Syn.: Cryptocentrus yangii |                                                              | Grundeln (Gobiidae)                                              | (Taiwan) |                     | wurde wahrscheinlich im Mai 1960 zuletzt gesichtet | [ 6 ] [ 309 ]                         | |
| Knipowitschia cameliae |                                                              | Grundeln (Gobiidae)                                              | in Lagune südliche vom Biosphärenreservat Donaudelta (Rumänien)                                                                             | (PE)                | trotz Suchaktionen zuletzt im Jahre 1994 gesichtet | [ 6 ] [ 310 ] [ 3 ]                   | |
| Mugilogobius amadi | Poso-Bungu-Grundel                                           | Grundeln (Gobiidae)                                              | Poso-See (Sulawesi Tengah, Indonesien) | (PE)                | wurde im Jahr 1978 zuletzt nachgewiesen | [ 6 ] [ 311 ] [ 3 ]                   | |
| Silhouettea flavoventris |                                                              | Grundeln (Gobiidae)                                              | Taalsee (Provinz Batangas, Luzon, Philippinen)                                                                                              | (PE)                | wurde im Jahr 1927 zuletzt gesichtet; 37 Exemplare konnten gesammelt werden | [ 312 ]                               | |
| Stiphodon discotorquatus |                                                              | Grundeln (Gobiidae)                                              | auf Insel Rurutu (Austral-Inseln, Französisch-Polynesien)                                                                                   | (PE)                | nur vier Exemplare wurden im Jahr 1985 gesammelt und auch zuletzt gesichtet | [ 6 ] [ 313 ]                         | |
| Stiphodon martenstyni |                                                              | Grundeln (Gobiidae)                                              | Fluss Kalu (Sri Lanka) | (PE)                | es konnte nur ein einziges Exemplar im Jahr 1981 gesammelt werden | [ 314 ]                               | |
| Klasse Strahlenflosser (Actinopterygii), Ordnung Neuwelt-Messerfische (Gymnotiformes) |                                                              |                                                                  | |                     | |                                       | |
| Tembeassu marauna |                                                              | Schwanzflossen-Messeraale (Apteronotidae)                        | am Río Paraná im Ilha-Solteira-Stausee-Gebiet (an der Grenze zu den Bundesstaaten Mato Grosso do Sul und São Paulo, Brasilien)              | (PE)                | es konnten nur drei Exemplare im Jahr 1965 gesammelt werden | [ 315 ]                               | |
| Klasse Strahlenflosser (Actinopterygii), Ordnung Armflosser (Lophiiformes) |                                                              |                                                                  | |                     | |                                       | |
| Sympterichthys unipennis |                                                              | Handfische (Brachionichthyidae)                                  | Südosten von Tasmanien (Australien) |                     | nur vom Holotyp bekannt, der im Jahr 1802 gesammelt wurde | [ 6 ] [ 316 ]                         | Sympterichthys unipennis |
| Klasse Strahlenflosser (Actinopterygii), Ordnung Stintartige (Osmeriformes) |                                                              |                                                                  | |                     | |                                       | |
| Prototroctes oxyrhynchus, falsch auch Prototroctes oxyrhyncus | Neuseeländischer Forellenhechtling                           | Neuseelandlachse (Retropinnidae)                                 | ganz Neuseeland |                     | wurde zuletzt in den frühen 1930er-Jahren gesichtet | [ 6 ] [ 317 ] [ 3 ]                   | Neuseeländischer Forellenhechtling (Prototroctes oxyrhynchus)                                                                   |
| Klasse Strahlenflosser (Actinopterygii), Ordnung Knochenzünglerartige (Osteoglossiformes) |                                                              |                                                                  | |                     | |                                       | |
| Chitala lopis | Riesenmesserfisch                                            | Altwelt-Messerfische (Notopteridae)                              | Java (Indonesien) |                     | wurde zuletzt im Jahr 1851 gesichtet; Gefährdungsstatus galt bis 2019 noch als least concern (häufig), wurde nun von der IUCN neu bewertet | [ 6 ] [ 319 ]                         | Angeblich Chitala lopis |
| Klasse Strahlenflosser (Actinopterygii), Ordnung Barschartige, Barschfische (Perciformes) |                                                              |                                                                  | |                     | |                                       | |
| Azurina eupalama | Galápagos-Riffbarsch                                         | Riffbarsche, Jungfernfische, Korallenbarsche (Pomacentridae)     | Galapagosinseln (Ecuador) | (PE)                | ist nach dem El Niño von 1982–1983 verschwunden | [ 6 ] [ 320 ] [ 3 ]                   | Galápagos-Riffbarsch (Azurina eupalama)                                                                                         |
| Cottus echinatus | Utah-Groppe                                                  | Groppen (Cottidae)                                               | Utah Lake (USA) |                     | wurde im Jahr 1928 zum letzten Mal gefangen und gilt seit Mitte der 1930er Jahre als ausgestorben | [ 6 ] [ 321 ] [ 3 ] [ 187 ]           | |
| Etheostoma sellare | Maryland-Springbarsch                                        | Echte Barsche (Percidae)                                         | Deer Creek (Maryland, USA) |                     | konnte seit dem Jahr 1988 nicht mehr beobachtet werden | [ 6 ] [ 322 ]                         | Etheostoma sellare |
| Gasterosteus crenobiontus | Techirghiol-Stichling                                        | Stichlinge (Gasterosteidae)                                      | Techirghiol-See (Rumänien) |                     | wurde trotz intensiver Suchen zuletzt in den späten 1960er-Jahren nachgewiesen; hybridisierte sich mit dem Dreistachligen Stichling (Gasterosteus aculeatus) | [ 6 ] [ 323 ] [ 3 ]                   | |
| Gasterosteus sp. nov. 'Benthic' = Gasterosteus sp. nov. 'Benthic Hadley Lake stickleback' |                                                              | Stichlinge (Gasterosteidae)                                      | Hadley Lake (Lasqueti Island, British Columbia, Kanada)                                                                                     |                     | wurde im Jahr 1999 zuletzt gesichtet | [ 6 ] [ 214 ] [ 212 ] [ 324 ]         | |
| Gasterosteus sp. nov. 'Limnetic' = Gasterosteus sp. nov. 'Limnetic Hadley Lake stickleback' |                                                              | Stichlinge (Gasterosteidae)                                      | Hadley Lake (Lasqueti Island, British Columbia, Kanada)                                                                                     |                     | wurde im Jahr 1999 zuletzt gesichtet | [ 6 ] [ 214 ] [ 212 ] [ 324 ]         | |
| Gasterosteus sp. nov. 'Enos Lake benthic stickleback' |                                                              | Stichlinge (Gasterosteidae)                                      | Enos Lake (Vancouver Island, Kanada) |                     | hybridisierte sich in den späten 1990er-Jahren mit Gasterosteus sp. nov. 'Enos Lake limnetic stickleback', sodass diese Art nicht mehr existiert | [ 6 ] [ 325 ]                         | |
| Gasterosteus sp. nov. 'Enos Lake limnetic stickleback' |                                                              | Stichlinge (Gasterosteidae)                                      | Enos Lake (Vancouver Island, Kanada) |                     | hybridisierte sich in den späten 1990er-Jahren mit Gasterosteus sp. nov. 'Enos Lake benthic stickleback', sodass diese Art nicht mehr existiert | [ 6 ] [ 325 ]                         | |
| Morone saxatilis sp. 3 = Morone saxatilis pop. 3 |                                                              | Wolfsbarsche, Streifenbarsche (Moronidae)                        | Mündung vom Sankt-Lorenz-Strom (Quebec, Kanada)                                                                                             | Unterart:           | diese Unterart von Morone saxatilis () wurde im Jahr 1968 zuletzt gesichtet; Grund dafür ist die illegale Fischerei | [ 6 ] [ 327 ] [ 328 ]                 | Morone saxatilis, nicht unbedingt die ausgestorbene Unterart                                                                    |
| Sander vitreus glaucus, Syn.: Sander vitreus glaucum, Stizostedion vitreum glaucum | Blauer Glasaugenbarsch                                       | Echte Barsche (Percidae)                                         | Eriesee, Niagara River, Ontariosee, Huronsee (Kanada, USA)                                                                                  | Unterart:           | diese Unterart des Glasaugenbarsches (Sander vitreus) () wurde zum letzten Mal im Jahr 1970 nachgewiesen; wurde im September 1983 offiziell für ausgestorben erklärt | [ 6 ] [ 3 ] [ 330 ] [ 187 ] [ 331 ]   | Maiforelle (Sander vitreus glaucus)                                                                                             |
| Sciaena callaensis |                                                              | Umberfische, Schattenfische, Trommler (Sciaenidae)               | Callao Bay, in der Nähe von Lima (Peru) | (PE)                | nur wenige Exemplare bekannt, wurde seit 1966 nicht mehr gesichtet | [ 6 ] [ 332 ]                         | Sciaena callaensis |
| Klasse Strahlenflosser (Actinopterygii), Ordnung Lachsartige (Salmoniformes) |                                                              |                                                                  | |                     | |                                       | |
| Coregonus alpenae | Langkiefer-Maräne                                            | Lachsfische, Salmoniden, Forellenfische (Salmonidae)             | Huronsee, Michigansee, Eriesee (Kanada, USA)                                                                                                |                     | im Eriesee in den 1950er-Jahren ausgestorben, im Jahr 1975 zuletzt im Huronsee gesichtet (laut IUCN im Jahr 1978) | [ 6 ] [ 333 ] [ 3 ] [ 187 ]           | |
| Coregonus bavaricus |                                                              | Lachsfische, Salmoniden, Forellenfische (Salmonidae)             | Ammersee (Deutschland) | (PE)                | wurde im Jahr 2010 zuletzt gesichtet | [ 334 ]                               | |
| Coregonus bezola | Bezoule                                                      | Lachsfische, Salmoniden, Forellenfische (Salmonidae)             | Lac du Bourget (Département Savoie, Frankreich)                                                                                             |                     | das letzte Exemplar wurde im späten 19. Jahrhundert gefangen; hat evtl. bis in die 1960er-Jahre überlebt; nur ein Exemplar in Museen übriggeblieben | [ 6 ] [ 335 ] [ 3 ]                   | |
| Coregonus cf. clupeaformis ‘Dragon’ |                                                              | Lachsfische, Salmoniden, Forellenfische (Salmonidae)             | Dragon Lake (British Columbia, Kanada) | Unterart:           | als der See im Jahr 1956 vergiftet wurde, starb auch diese Unterart von Coregonus clupeaformis () aus | [ 6 ] [ 324 ]                         | Coregonus clupeaformis, nicht unbedingt die ausgestorbene Unterart                                                              |
| Coregonus clupeaformis pop. 7 (Lake Whitefish - Como Lake small-bodied population) |                                                              | Lachsfische, Salmoniden, Forellenfische (Salmonidae)             | Como Lake (Sudbury District, Ontario, Kanada)                                                                                               | Unterart:           | diese Unterart von Coregonus clupeaformis () wurde im April 2018 für ausgestorben erklärt | [ 336 ] [ 337 ]                       | |
| Coregonus clupeaformis pop. 8 (Lake Whitefish - Como Lake large-bodied population) |                                                              | Lachsfische, Salmoniden, Forellenfische (Salmonidae)             | Como Lake (Sudbury District, Ontario, Kanada)                                                                                               | Unterart:           | diese Unterart von Coregonus clupeaformis () wurde im April 2018 für ausgestorben erklärt | [ 338 ] [ 337 ]                       | |
| Coregonus fera | Féra                                                         | Lachsfische, Salmoniden, Forellenfische (Salmonidae)             | Genfersee (Frankreich, Schweiz) |                     | wurde in den 1920er-Jahren zuletzt gesichtet | [ 6 ] [ 339 ] [ 3 ] [ 340 ]           | Féra (Coregonus fera) |
| Coregonus gutturosus | Bodensee-Kilch                                               | Lachsfische, Salmoniden, Forellenfische (Salmonidae)             | Bodensee (Österreich, Deutschland, Schweiz)                                                                                                 |                     | starb in den frühen 1970er-Jahren wegen Eutrophierung des Bodensees aus | [ 6 ] [ 341 ] [ 3 ] [ 342 ]           | Bodensee-Kilch (Coregonus gutturosus)                                                                                           |
| Coregonus hiemalis | Gravenche, Kleine Fera, Kilch                                | Lachsfische, Salmoniden, Forellenfische (Salmonidae)             | Genfersee (Frankreich, Schweiz) |                     | wurde zuletzt in den frühen 1900er-Jahren gesichtet | [ 6 ] [ 343 ] [ 3 ] [ 344 ]           | Gravenche, Kleine Fera, Kilch (Coregonus hiemalis)                                                                              |
| Coregonus hoferi |                                                              | Lachsfische, Salmoniden, Forellenfische (Salmonidae)             | Chiemsee (Deutschland) |                     | zuletzt in den 1940er-Jahren gesichtet worden; Fischer behaupten, ihn zuletzt in den 1980er-Jahren gesehen zu haben | [ 6 ] [ 345 ]                         | |
| Coregonus johannae | Tiefwassermaräne                                             | Lachsfische, Salmoniden, Forellenfische (Salmonidae)             | Große Seen (Kanada, USA) |                     | im Juni 1951 wurde sie zuletzt im Michigansee und am 4. August 1952 zuletzt im Huronsee nachgewiesen | [ 6 ] [ 346 ] [ 3 ] [ 187 ]           | Tiefwassermaräne (Coregonus johannae)                                                                                           |
| Coregonus kiyi orientalis |                                                              | Lachsfische, Salmoniden, Forellenfische (Salmonidae)             | Ontariosee (Kanada, USA) | Unterart:           | diese Unterart von Coregonus kiyi () wurde im Lake Ontario zuletzt im Jahr 1964 nachgewiesen | [ 6 ] [ 348 ] [ 187 ]                 | |
| Coregonus nigripinnis, Syn.: Argyrosomus nigripinnis |                                                              | Lachsfische, Salmoniden, Forellenfische (Salmonidae)             | Huronsee, Michigansee (Kanada, USA) |                     | zuletzt konnten Exemplare im Jahr 1923 im Huronsee und 1969 im Michigansee entnommen werden; eventuell überlebten Exemplare im Nipigonsee, aber es ist fraglich, ob es sich in diesem Fall nicht doch eher um die Art Coregonus artedi handelt                                                                             | [ 6 ] [ 349 ] [ 3 ] [ 187 ]           | Coregonus nigripinnis |
| Coregonus obliterus |                                                              | Lachsfische, Salmoniden, Forellenfische (Salmonidae)             | Zugersee (Schweiz) |                     | wurde im Jahr 1939 zuletzt gesichtet | [ 350 ]                               | |
| Coregonus oxyrinchus | Nordseeschnäpel                                              | Lachsfische, Salmoniden, Forellenfische (Salmonidae)             | südliche Nordsee (Belgien, Frankreich, Deutschland, Niederlande, Vereinigtes Königreich)                                                    |                     | seit etwa 1940 nicht mehr gesichtet worden; allerdings könnte eine kleine dänische Population überlebt haben, es ist aber fraglich, ob es sich in diesem Fall nicht um die Art Coregonus maraena handelt | [ 6 ] [ 351 ] [ 3 ]                   | Nordseeschnäpel (Coregonus oxyrinchus)                                                                                          |
| Coregonus reighardi | Kurznasen-Maräne                                             | Lachsfische, Salmoniden, Forellenfische (Salmonidae)             | Huronsee, Michigansee, Ontariosee (Kanada, USA)                                                                                             | (PE)                | war bis 1964 im Ontariosee präsent, wurde zuletzt 1974 im Michigansee gesehen und 1985 in der Georgsbucht | [ 6 ] [ 352 ] [ 3 ]                   | Kurznasen-Maräne (Coregonus reighardi)                                                                                          |
| Coregonus renke |                                                              | Lachsfische, Salmoniden, Forellenfische (Salmonidae)             | Starnberger See (Deutschland) |                     | wurde im späten 19. Jahrhundert zuletzt gesichtet | [ 353 ]                               | |
| Coregonus restrictus | Férit                                                        | Lachsfische, Salmoniden, Forellenfische (Salmonidae)             | Murtensee (Schweiz) |                     | der letzte bestätigte Nachweis datiert aus dem Jahr 1890; intensive Suchen in den 1950er-Jahren blieben ergebnislos | [ 6 ] [ 354 ] [ 3 ]                   | |
| Coregonus trybomi |                                                              | Lachsfische, Salmoniden, Forellenfische (Salmonidae)             | See Ören im Einzugsgebiet des Motala ström (Schweden)                                                                                       |                     | wurde in der Mitte des 20. Jahrhunderts zuletzt gesichtet | [ 355 ]                               | |
| Coregonus vandesius |                                                              | Lachsfische, Salmoniden, Forellenfische (Salmonidae)             | Mill Loch (in der Nähe von Lochmaben, Schottland, Vereinigtes Königreich)                                                                   | Unterart:           | diese Unterart von Coregonus vandesius () wurde seit den späten 1970er-Jahren nicht mehr gesichtet | [ 6 ]                                 | Eine Unterart von Coregonus vandesius                                                                                           |
| Coregonus zenithicus bartletti, Syn.: Coregonus bartlettii |                                                              | Lachsfische, Salmoniden, Forellenfische (Salmonidae)             | Siskiwit Lake (Isle Royale, Michigan, USA)                                                                                                  | Unterart:           | diese Unterart von Coregonus zenithicus () wurde seit 1966 nicht mehr gesichtet | [ 6 ] [ 358 ] [ 359 ]                 | Eine Unterart von Coregonus zenithicus                                                                                          |
| Coregonus zugensis | Zugeralbeli                                                  | Lachsfische, Salmoniden, Forellenfische (Salmonidae)             | Zugersee (Zentralschweiz, Schweiz) |                     | wurde im Jahr 1939 zuletzt gesammelt | [ 6 ] [ 360 ] [ 361 ]                 | |
| Oncorhynchus clarkii alvordensis, Syn.: Oncorhynchus clarki alvordensis |                                                              | Lachsfische, Salmoniden, Forellenfische (Salmonidae)             | Trout Creek Mountains (Oregon) und Virgin Creek (Nevada, USA)                                                                               | Unterart:           | alle bekannten Populationen der Unterart von Oncorhynchus clarkii () hybridisierten sich mit der Regenbogenforelle zu Cutbow | [ 6 ] [ 187 ]                         | |
| Oncorhynchus clarkii macdonaldi, Syn.: Oncorhynchus clarki macdonaldi |                                                              | Lachsfische, Salmoniden, Forellenfische (Salmonidae)             | Twin Lakes (Colorado, USA) | Unterart:           | diese Unterart von Oncorhynchus clarkii () verschwand Anfang des 20. Jahrhunderts | [ 6 ] [ 187 ]                         | Oncorhynchus clarki macdonaldi                                                                                                  |
| Oncorhynchus nerka (COLUMBIA RIVER: Payette R) |                                                              | Lachsfische, Salmoniden, Forellenfische (Salmonidae)             | Payette River (Columbia River, Idaho, USA)                                                                                                  | Unterart:           | diese Unterart von Oncorhynchus nerka () wurde im Jahr 1958 zuletzt gesichtet | [ 365 ] [ 366 ]                       | Oncorhynchus nerka, nicht unbedingt die ausgestorbene Unterart · Oncorhynchus nerka, nicht unbedingt die ausgestorbene Unterart |
| Oncorhynchus nerka (COLUMBIA RIVER: Suttle Lk/Deschutes R) |                                                              | Lachsfische, Salmoniden, Forellenfische (Salmonidae)             | Suttle Lake, Deschutes River (Columbia River, Oregon, USA)                                                                                  | Unterart:           | diese Unterart von Oncorhynchus nerka () wurde im Jahr 1964 zuletzt gesichtet | [ 367 ] [ 366 ]                       | |
| Oncorhynchus nerka (COLUMBIA RIVER: Upper, Headwater/Arrow, Whatsan Lk) = Oncorhynchus nerka ssp. nov. 'British Columbia' |                                                              | Lachsfische, Salmoniden, Forellenfische (Salmonidae)             | Whatshan Lake, Upper Arrow Lake (Columbia River, British Columbia, Kanada)                                                                  | Unterart:           | diese Unterart von Oncorhynchus nerka () wurde im Jahr 1941 zuletzt gesichtet | [ 6 ] [ 368 ] [ 369 ] [ 366 ]         | |
| Oncorhynchus nerka (COLUMBIA RIVER: Wallowa Lk) |                                                              | Lachsfische, Salmoniden, Forellenfische (Salmonidae)             | Wallowa Lake (Columbia River, Wallowa County, Oregon, USA)                                                                                  | Unterart:           | diese Unterart von Oncorhynchus nerka () wurde im Jahr 1931 zuletzt gesichtet | [ 370 ] [ 366 ]                       | |
| Oncorhynchus nerka (COLUMBIA RIVER: Yakima R) |                                                              | Lachsfische, Salmoniden, Forellenfische (Salmonidae)             | Yakima River (Columbia River, Washington, USA)                                                                                              | Unterart:           | diese Unterart von Oncorhynchus nerka () wurde im Jahr 1967 zuletzt gesichtet | [ 371 ] [ 366 ]                       | |
| Salmo balcanicus |                                                              | Lachsfische, Salmoniden, Forellenfische (Salmonidae)             | Ohridsee (Albanien, Nordmazedonien) | (PE)                | wurde in den 1960er-Jahren zuletzt gesichtet | [ 372 ]                               | |
| Salmo ischchan danilewskii |                                                              | Lachsfische, Salmoniden, Forellenfische (Salmonidae)             | Sewansee (Armenien) | Unterart:           | diese Unterart von Salmo ischchan () wurde vor 1991 zuletzt gesichtet | [ 6 ] [ 374 ] [ 375 ]                 | Salmo ischchan danilewskii |
| Salmo ischchan |                                                              | Lachsfische, Salmoniden, Forellenfische (Salmonidae)             | Sewansee (Armenien) | Unterart:           | diese Unterart von Salmo ischchan () wurde vor 1991 zuletzt gesichtet | [ 375 ]                               | |
| Salmo pallaryi |                                                              | Lachsfische, Salmoniden, Forellenfische (Salmonidae)             | Aguelmame Sidi Ali (Atlasgebirge, Marokko)                                                                                                  |                     | verschwand im Jahr 1934, nachdem Karpfen ausgesetzt wurden; gilt seit 1938 als ausgestorben; nur zwei Exemplare existieren in Museen | [ 6 ] [ 377 ] [ 3 ]                   | |
| Salmo schiefermuelleri | Maiforelle                                                   | Lachsfische, Salmoniden, Forellenfische (Salmonidae)             | subalpine Seen im Einzugsbereich der Donau: Attersee, Traunsee, Fuschlsee (Österreich), Vierwaldstättersee (Schweiz)                        |                     | wurde im 19. Jahrhundert zuletzt gesichtet | [ 6 ] [ 378 ] [ 3 ]                   | Maiforelle (Salmo schiefermuelleri)                                                                                             |
| Salvelinus agassizii |                                                              | Lachsfische, Salmoniden, Forellenfische (Salmonidae)             | New Hampshire (USA) |                     | im Jahr 1930 wurden die letzten sechs Exemplare gefangen; gilt seit 1939 als ausgestorben | [ 6 ] [ 379 ] [ 3 ] [ 187 ]           | Salvelinus agassizii |
| Salvelinus inframundus |                                                              | Lachsfische, Salmoniden, Forellenfische (Salmonidae)             | Insel Hoy (Orkney, Schottland) |                     | wurde zuletzt im Jahr 1912 gesichtet; gilt seit den 1950er-Jahren als ausgestorben | [ 6 ] [ 380 ]                         | |
| Salvelinus neocomensis |                                                              | Lachsfische, Salmoniden, Forellenfische (Salmonidae)             | Neuenburgersee (Schweiz) |                     | ist nur von drei Exemplaren bekannt, die 1896, 1902 und 1904 gesammelt wurden; wurde im Jahr 2008 für ausgestorben erklärt | [ 6 ] [ 381 ] [ 3 ] [ 382 ]           | |
| Salvelinus obtusus |                                                              | Lachsfische, Salmoniden, Forellenfische (Salmonidae)             | Lough Leane (Irland) |                     | wurde im Jahr 1999 zuletzt gesichtet | [ 6 ] [ 383 ]                         | |
| Klasse Strahlenflosser (Actinopterygii), Ordnung Welsartige (Siluriformes) |                                                              |                                                                  | |                     | |                                       | |
| Brachyglanis melas |                                                              | Heptapteridae                                                    | an den Crab Falls im Fluss Essequibo (Guyana)                                                                                               | (PE)                | wurde im Jahr 1908 zuletzt gesammelt | [ 384 ]                               | |
| Hemileiocassis panjang |                                                              | Stachelwelse (Bagridae)                                          | Fluss Ciliwung oder Cisadane bei Bogor (Java, Indonesien)                                                                                   | (PE)                | wurde nur ein einziges Mal zwischen 1920 und 1929 gesichtet und nur ein einziges Exemplar konnte gesammelt werden | [ 385 ]                               | |
| Heptapterus multiradiatus |                                                              | Heptapteridae                                                    | am oberen Rio Tietê bei Santo André (Bundesstaat São Paulo, Brasilien)                                                                      | (PE)                | wurde im Jahr 1966 zuletzt gesammelt | [ 386 ]                               | |
| Hyalobagrus ornatus, Syn.: Pelteobagrus ornatus |                                                              | Stachelwelse (Bagridae)                                          | Fluss Sungai Muar (Johor, Malaysia) | (PE)                | es konnten nur zwei Exemplare im Jahr 1904 gesammelt werden | [ 387 ] [ 388 ]                       | Angeblich Hyalobagrus ornatus                                                                                                   |
| Kryptopterus mononema |                                                              | Echte Welse (Siluridae)                                          | Fluss Bengawan Solo bei Surakarta (Java, Indonesien)                                                                                        | (PE)                | wurde nur ein einziges Mal im Jahr 1846 gesammelt und danach nie mehr gesichtet | [ 389 ]                               | |
| Liobagrus chenghaiensis |                                                              | Schlankwelse (Amblycipitidae)                                    | See Chenghai (Kreis Yongsheng, Yunnan, Volksrepublik China)                                                                                 | (PE)                | es konnten nur die Typusexemplare im Jahr 1981 gesammelt werden | [ 390 ]                               | |
| Liobagrus kingi |                                                              | Schlankwelse (Amblycipitidae)                                    | See Dian Chi (Yunnan-Guizhou-Plateau, China)                                                                                                |                     | wurde im Jahr 1960 zuletzt gesichtet | [ 6 ] [ 391 ]                         | |
| Lithogenes valencia |                                                              | Harnischwelse (Loricariidae)                                     | Valenciasee (Venezuela) |                     | Aussterbedatum unbekannt | [ 6 ] [ 392 ]                         | |
| Noturus trautmani |                                                              | Katzenwelse, Zwergwelse (Ictaluridae)                            | Scioto River (Ohio, USA) |                     | wurde im Jahr 1957 zuletzt gesammelt und gesichtet | [ 6 ] [ 393 ]                         | |
| Pinniwallago kanpurensis |                                                              | Echte Welse (Siluridae)                                          | ein 2,3 ha großer See bei Bhitargaon (Uttar Pradesh, Indien)                                                                                | (PE)                | es konnten nur 3 Exemplare am 5. Juli 1976 gesammelt werden | [ 394 ]                               | |
| Platytropius siamensis |                                                              | Horabagridae                                                     | Mae Nam Chao Phraya, Mae Nam Bang Pakong (Thailand)                                                                                         |                     | wurde seit dem Jahr 1977 nicht mehr gesichtet | [ 6 ] [ 395 ]                         | |
| Pseudancistrus megacephalus, Syn.: Hemiancistrus megacephalus |                                                              | Harnischwelse (Loricariidae)                                     | Fluss Potaro und Essequibo (Guyana und Suriname)                                                                                            | (PE)                | wurde im Jahr 1908 zuletzt in Guyana und vor über 150 Jahren zuletzt in Suriname gesammelt | [ 396 ]                               | |
| Rhizosomichthys totae |                                                              | Schmerlenwelse (Trichomycteridae)                                | Totasee (Kolumbien) | (PE)                | wurde seit 1958 nicht mehr gesammelt und auch nicht mehr gesichtet | [ 6 ] [ 397 ] [ 3 ]                   | Rhizosomichthys totae |
| Silurus mento |                                                              | Echte Welse (Siluridae)                                          | Dian-Chi-See (Yunnan-Guizhou-Plateau, China)                                                                                                |                     | wurde seit den 1970er-Jahren nicht mehr gesichtet | [ 6 ] [ 398 ]                         | |
| Synodontis guttatus |                                                              | Mochokidae                                                       | Niger-Delta (Nigeria) | (PE)                | es konnte nur ein einziges Mal im Jahr 1865 gesammelt werden | [ 399 ]                               | Synodontis guttatus |
| Typhlobelus auriculatus |                                                              | Schmerlenwelse (Trichomycteridae)                                | am unteren Rio Xingu (Pará, Brasilien) | (PE)                | es konnte nur ein einziges Mal im Jahr 1996 acht Exemplare gesammelt werden, seither keine Sichtungen mehr; das Belo-Monte-Wasserkraftwerk hat die Typuslokalität zerstört | [ 400 ]                               | |
| Xenoclarias eupogon |                                                              | Kiemensackwelse (Clariidae)                                      | Victoriasee (Kenia, Tansania, Uganda) | (PE)                | wurde zuletzt im Jahr 1997 gesichtet | [ 6 ] [ 401 ]                         | |
| Klasse Strahlenflosser (Actinopterygii), Ordnung Kiemenschlitzaalartige (Synbranchiformes) |                                                              |                                                                  | |                     | |                                       | |
| Macrognathus pentophthalmos |                                                              | Stachelaale (Mastacembelidae)                                    | Fluss Kalu bei Ingiriya (Kalutara, Sri Lanka)                                                                                               | (PE)                | wurde im Jahr 2015 zuletzt gesichtet | [ 6 ] [ 402 ]                         | |
| Sinobdella sinensis kobayashii |                                                              | Stachelaale (Mastacembelidae)                                    | (Taiwan) | Unterart:           | das Aussterbedatum dieser Unterart von Sinobdella sinensis () ist unbekannt | [ 6 ] [ 404 ]                         | |